# L'Isle-d'Abeau
Pour les articles homonymes, voir L'Isle.
Pour l'ensemble qui comprend également Villefontaine, Saint-Quentin-Fallavier, Vaulx-Milieu et Four, voir Ville nouvelle de L'Isle-d'Abeau.
L'Isle-d’Abeau est une commune française, située dans le département de l'Isère, en région Auvergne-Rhône-Alpes, et autrefois rattachée à la province du Dauphiné.
La mairie de la commune est située, par voie autoroutière, à environ une vingtaine de kilomètres au sud-est du centre de Lyon (presqu'île) et à environ 70 km au nord-ouest du centre de Grenoble. Elle est également proche d'un important aéroport régional, celui de Lyon-Saint-Exupéry.
Historiquement, L'Isle-d'Abeau fut un petit village établi sur une éminence entourée de marécages à l'instar d'une île. La commune a ensuite connu une importante mutation en s'intégrant dans le projet de la ville nouvelle de L'Isle-d'Abeau dont la création a été décidée en 1968 par le Comité interministériel d'aménagement du territoire (CIAT), organisme conçu par le Gouvernement Georges Pompidou. Depuis 2007, la commune, relativement urbanisée, tout en gardant quelques zones agricoles, est devenue le siège de la Communauté d'agglomération Porte de l'Isère, ainsi qu'une des villes les plus importantes de la troisième agglomération départementale, l'unité urbaine de Bourgoin-Jallieu.
La commune appartient également à l'aire urbaine de Lyon. La mairie est située à 230 m d'altitude et ses habitants sont les Lilôts, ou Lillots.

## Géographie

### Situation et description

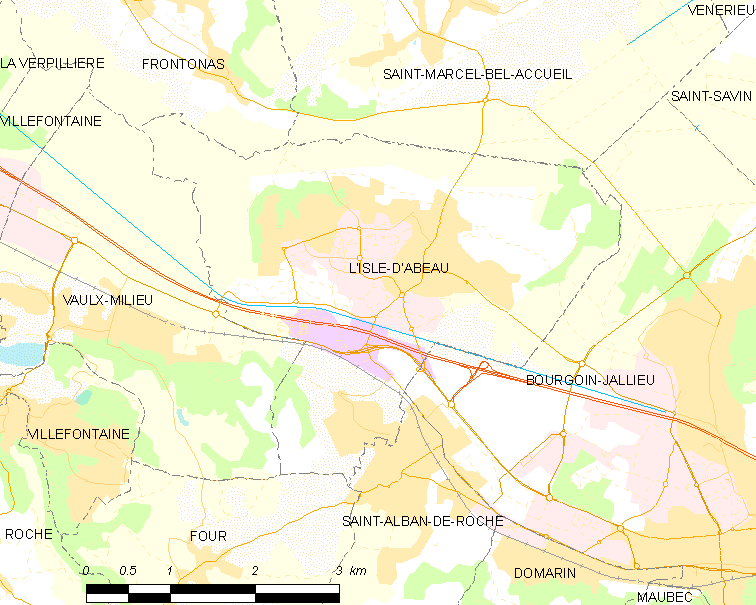
Plan de L'Isle-d'Abeau

#### Situation
Située dans la plaine du Bas-Dauphiné (également dénommé sur le plan historique le Viennois ou de façon plus actuelle, le Nord-Isère), L'Isle-d'Abeau resta jusqu'à la seconde moitié du XXe siècle un modeste village de type rural correspondant à ce qui est encore, en 2017, le bourg central.
Également situé à l'extrémité de la partie orientale de l'agglomération lyonnaise, le territoire communal s'est fortement urbanisé à partir des années 1970, à la suite de la création de la ville nouvelle de L'Isle-d'Abeau. Ce fut, durant cette période, la seule ville nouvelle à avoir été construite à proximité de l'agglomération lyonnaise et en région Rhône-Alpes.
La mairie de L'Isle-d'Abeau est située à 72 km de Grenoble, préfecture de l'Isère, à 21 km de Lyon, préfecture de la région Auvergne-Rhône-Alpes, à 347 km de Marseille et de la Méditerranée et à 510 km de Paris, capitale de la France.

#### Description
La commune est l'une des vingt-deux communes qui composent la CAPI, communauté d'agglomération Porte de l'Isère (créée en 2007 et peuplée de 100 000 habitants en 2013). Son territoire reste, en 2018, très urbanisé, celui-ci étant essentiellement composé de petits immeubles et de petites maisons réparties dans de nombreux lotissements.
L'ancien bourg se situe à l'est des nouvelles zones urbaines et a partiellement conservé son aspect traditionnel avec une église qui, entourée de son cimetière et située sur une colline, domine l'ensemble du territoire.

### Climat
Pour des articles plus généraux, voir Climat d'Auvergne-Rhône-Alpes et Climat de l'Isère.
En 2010, le climat de la commune est de type climat océanique altéré, selon une étude du Centre national de la recherche scientifique s'appuyant sur une série de données couvrant la période 1971-2000. En 2020, Météo-France publie une typologie des climats de la France métropolitaine dans laquelle la commune est exposée à un climat de montagne ou de marges de montagne et est dans la région climatique Moyenne vallée du Rhône, caractérisée par un bon ensoleillement en été (fraction d’insolation > 60 %), une forte amplitude thermique annuelle (4 à 20 °C), un air sec en toutes saisons, orageux en été, des vents forts (mistral), une pluviométrie élevée en automne (250 à 300 mm).
Pour la période 1971-2000, la température annuelle moyenne est de 11,7 °C, avec une amplitude thermique annuelle de 17,6 °C. Le cumul annuel moyen de précipitations est de 1 027 mm, avec 9,6 jours de précipitations en janvier et 6,6 jours en juillet. Pour la période 1991-2020, la température moyenne annuelle observée sur la station météorologique de Météo-France la plus proche, « Bourgoin », sur la commune de Bourgoin-Jallieu à 5 km à vol d'oiseau, est de 12,4 °C et le cumul annuel moyen de précipitations est de 844,0 mm,. Pour l'avenir, les paramètres climatiques de la commune estimés pour 2050 selon différents scénarios d'émission de gaz à effet de serre sont consultables sur un site dédié publié par Météo-France en novembre 2022.
| Mois                                  | jan.           | fév.           | mars           | avril         | mai           | juin          | jui.        | août         | sep.          | oct.          | nov.          | déc.           | année      |
| ------------------------------------- | -------------- | -------------- | -------------- | ------------- | ------------- | ------------- | ----------- | ------------ | ------------- | ------------- | ------------- | -------------- | ---------- |
| Température minimale moyenne (°C)     | 0,8            | 0,9            | 3,8            | 7,3           | 10,4          | 14,1          | 16          | 15,7         | 12,4          | 9,3           | 4,8           | 1,4            | 8,1        |
| Température moyenne (°C)              | 3,6            | 4,4            | 8,1            | 12,3          | 15,4          | 19,5          | 21,8        | 21,3         | 17,5          | 13,2          | 8             | 4,2            | 12,4       |
| Température maximale moyenne (°C)     | 6,3            | 7,8            | 12,4           | 17,2          | 20,4          | 24,9          | 27,6        | 26,9         | 22,6          | 17,1          | 11,1          | 7              | 16,8       |
| Record de froid (°C) date du record   | −10,3 30.01.05 | −14,2 05.02.12 | −10,6 01.03.05 | −1,8 08.04.21 | 1,5 06.05.19  | 4,5 03.06.06  | 9 22.07.08  | 8,3 31.08.06 | 3,9 27.09.10  | −3 25.10.03   | −6 24.11.05   | −13,3 30.12.05 | −14,2 2012 |
| Record de chaleur (°C) date du record | 20 10.01.15    | 21,1 22.02.21  | 24,7 30.03.21  | 28,4 23.04.07 | 32,6 24.05.09 | 36,5 28.06.05 | 39 24.07.19 | 40 13.08.03  | 33,8 04.09.23 | 29,8 09.10.23 | 22,6 07.11.15 | 18,1 05.12.06  | 40 2003    |
| Précipitations (mm)                   | 61,1           | 48,7           | 57,6           | 61,1          | 81,8          | 68,8          | 73,5        | 78,4         | 64            | 97,1          | 86,8          | 65,1           | 844        |

#### Températures minimales et maximales enregistrées en 2015
| Mois                              | jan. | fév. | mars | avril | mai  | juin | jui. | août | sep. | oct. | nov. | déc. |
| --------------------------------- | ---- | ---- | ---- | ----- | ---- | ---- | ---- | ---- | ---- | ---- | ---- | ---- |
| Température minimale moyenne (°C) | 1,3  | 0,8  | 4,3  | 7,4   | 11,8 | 16   | 19,7 | 17,5 | 11,9 | 7,5  | 5,3  | 3,8  |
| Température maximale moyenne (°C) | 7,7  | 7,2  | 13,9 | 17,7  | 22,2 | 27,6 | 31,9 | 29,5 | 22,1 | 16   | 14,2 | 13,5 |

### Géologie

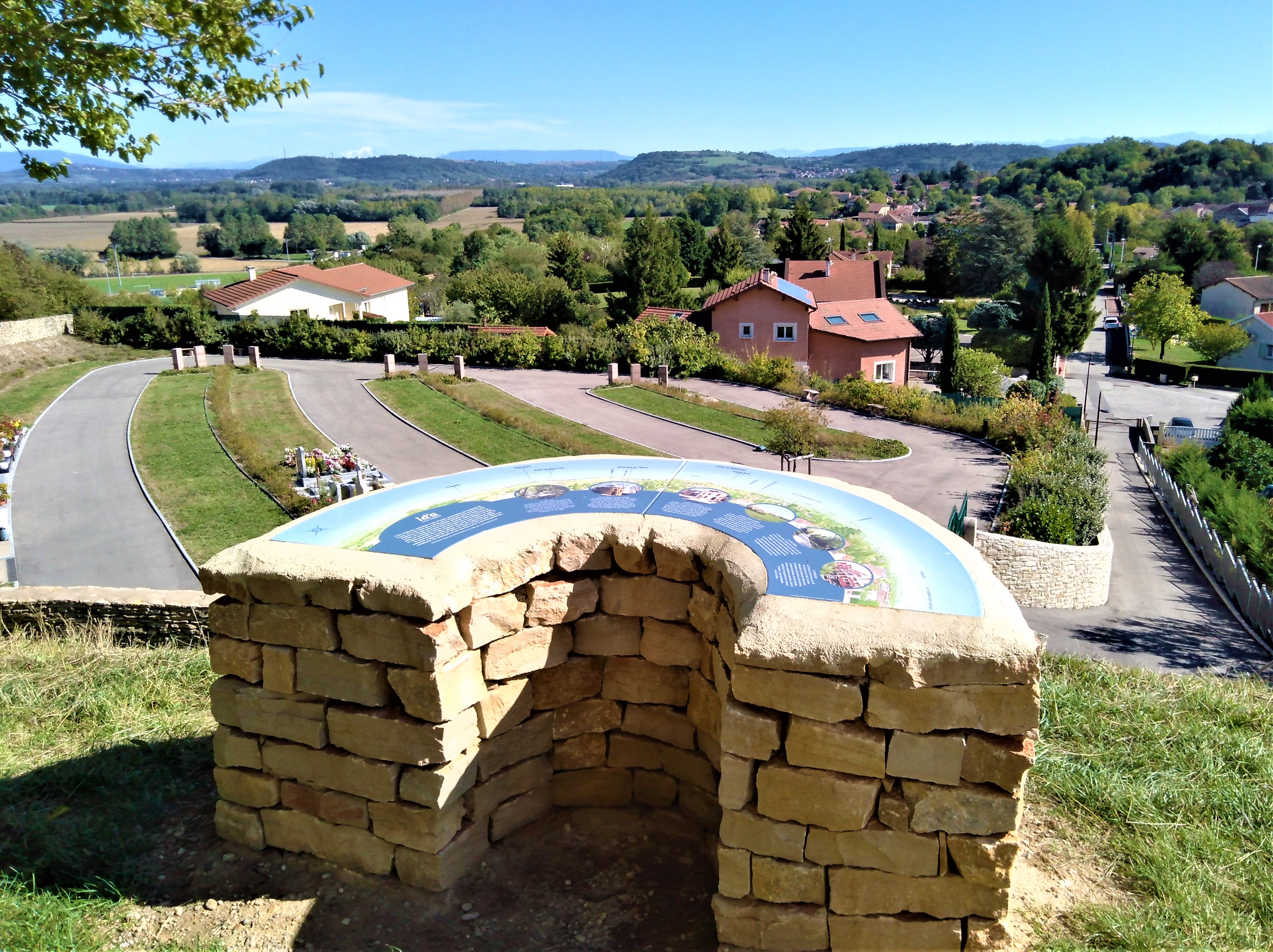
Table d'orientation de L'Isle-d'Abeau

Selon l'ouvrage publié en 1987 par l'éditeur Horvath et consacré à l'histoire des communes de l'Isère, le territoire lillôt se présente essentiellement « comme un plateau à deux niveaux, parallèlement inclinés vers le sud-est ». Les deux niveaux du plateau appartiennent à la période dite du Jurassique moyen. Cette partie est restée légèrement surélevée lors de l'effondrement tectonique des marais survenu au cours de l'ère tertiaire. Dans la partie occidentale du plateau, on peut noter la présence de calcaires gris datant du Bajocien et sur l'autre moitié, plus à l'est, on découvre plutôt des calcaires blonds et tendres au caractère sub-corallien. En effet, la bordure orientale de la région naturelle de L'Isle-Crémieu, à laquelle dépend cette partie du territoire communal, est riche en débris d'oursins et quelquefois même de débris de crustacés.

#### Sites géologiques remarquables
Les gisements fossilifères des anciennes carrières de Saint-Alban-de-Roche sont un site géologique remarquable de 4,96 hectares partagé entre les communes de Saint-Alban-de-Roche et de L'Isle-d'Abeau, aux lieux-dits de La Grive-Saint-Alban et de La Roche. En 2014, ce géosite d'intérêt paléontologique est classé « une étoile » à l'Inventaire du patrimoine géologique.

### Hydrographie

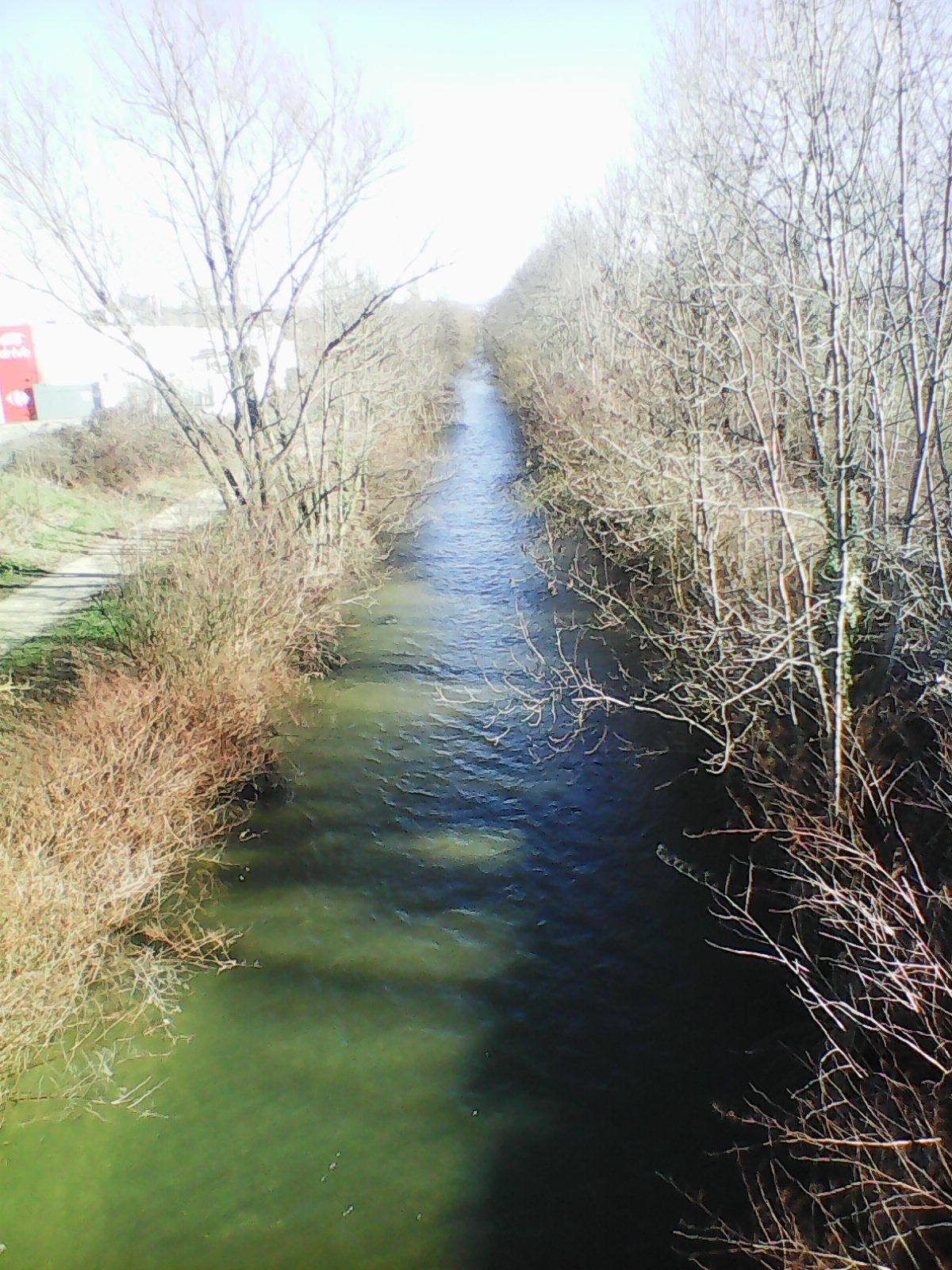
Canal de la Bourbre à L'Isle-d'Abeau (les Sayes)

Le territoire communal est traversé par la Bourbre, petite rivière partiellement canalisée dans ce secteur. Il s'agit d'un affluent direct en rive gauche du Rhône et dont le cours d'une longueur de 72,2 km se présente sous la forme d'un modeste canal longeant la voie autoroutière et séparant celle-ci du centre commercial des Sayes (photo).
La commune abrite également un petit cours d'eau dénommé le ruisseau du Galoubier, d'une longueur de 9 km celui-ci rejoignant la Bourbre au sud du territoire communal.

### Voies de communication

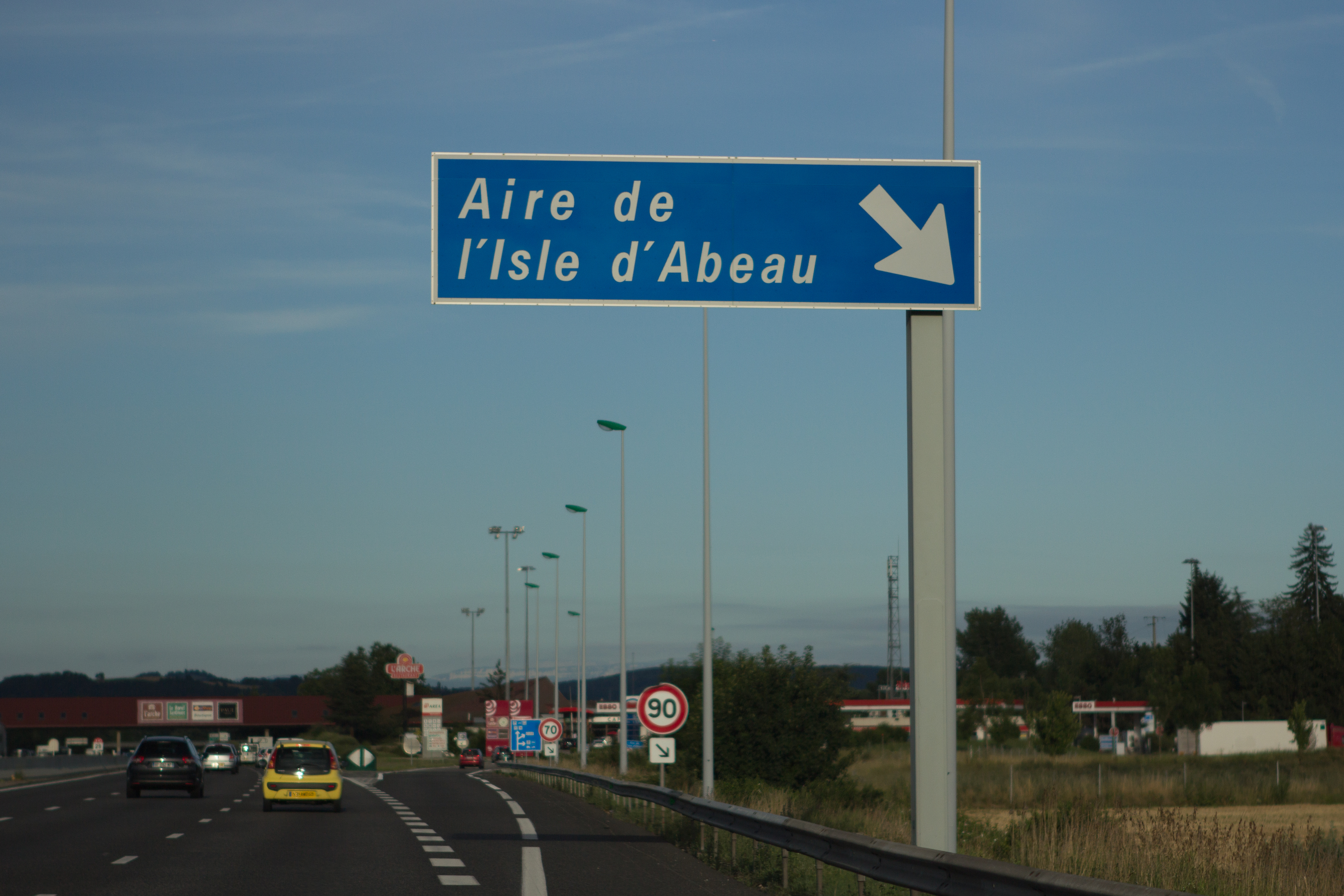
Une aire de l'autoroute A43 est située sur le territoire de la commune.

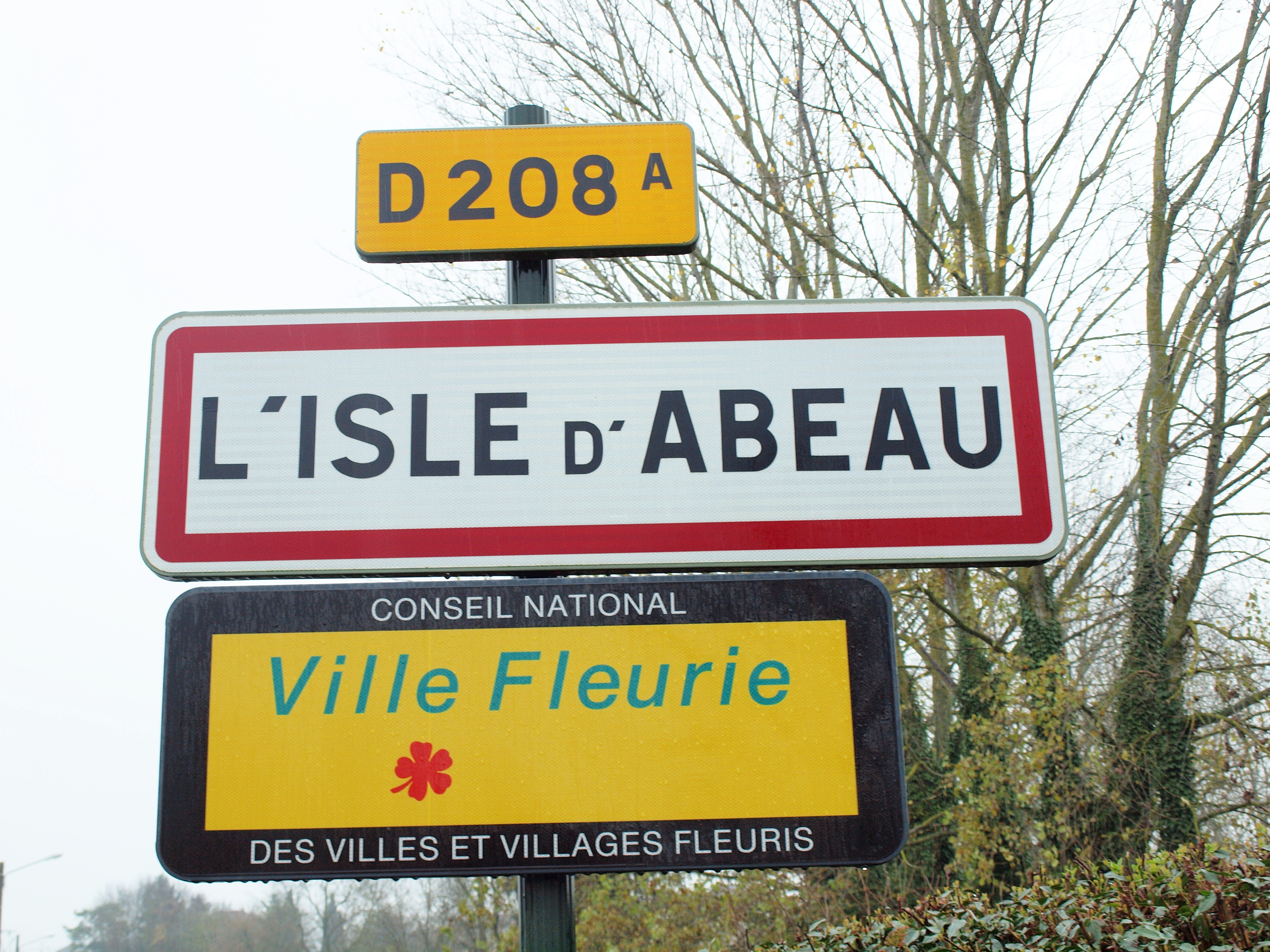
Panneau d'entrée dans la commune sur la RD208A.

Le territoire communal est desservi par d'importantes voies routières dont une autoroute et une ancienne route nationale :

#### Autoroute
L'autoroute A 43-E 70.
Cette voie autoroutière dont la section à péage commence au niveau de la commune a été mise en service entre 1972 et 2001 et est gérée, en concession de l'État, par la société AREA. Cette autoroute relie directement la commune avec les agglomérations de Lyon, Grenoble (via l'A 48) et Chambéry ainsi qu'avec l'aéroport de Lyon-Saint-Exupéry, et son territoire est desservi par trois bretelles d'accès :
 5 à 21 km : L'Isle d'Abeau-Chesnes,
 6 à 25 km :, L'Isle-d'Abeau-Parc Technologique, L'Isle d'Abeau-Trois Vallons, L'Isle d'Abeau-St Germain, L'Isle d'Abeau-Fondbonnière
 7 à 31 km : L'Isle-d'Abeau-Centre, L'Isle d'Abeau-Pierre Louve, L'Isle-d'Abeau-Les Sayes

#### Routes principales
La RD1006 (ex RN6).
L'ancienne route nationale 6, qui traverse le territoire communal dans sa partie méridionale, était, jusqu'en 2006, une des plus grandes routes nationales françaises; elle a été déclassée en voie départementale sous l'appellation RD 1006 de la limite entre les départements du Rhône et de l'Isère jusqu'à la frontière italienne.

#### Voies secondaires
D'autres voies routières relient la commune avec les communes voisines :
La RD 18 et la RD 208 relient la commune à l'ancienne RN522, route nationale elle aussi déclassée et qui relie Saint-Jean-de-Bournay à Courtenay, en passant par Bourgoin-Jallieu, sous l'appellation RD522. La RD18 relie aussi la commune avec celles de Saint-Marcel-Bel-Accueil, Chozeau et Tignieu-Jameyzieu.
La RD 163 relie, au nord, le bourg central avec les communes de Frontonas et de Chamagnieu et la RD 312 longe la RD 1006 et permet de rejoindre la zone commerciale et la gare de Bourgoin-Jallieu, depuis le bourg central et la ZAC des Sayes en évitant les embouteillages liés à l'échangeur autoroutier de L'Isle-d'Abeau.

### Transports publics

#### Les lignes d'autobus

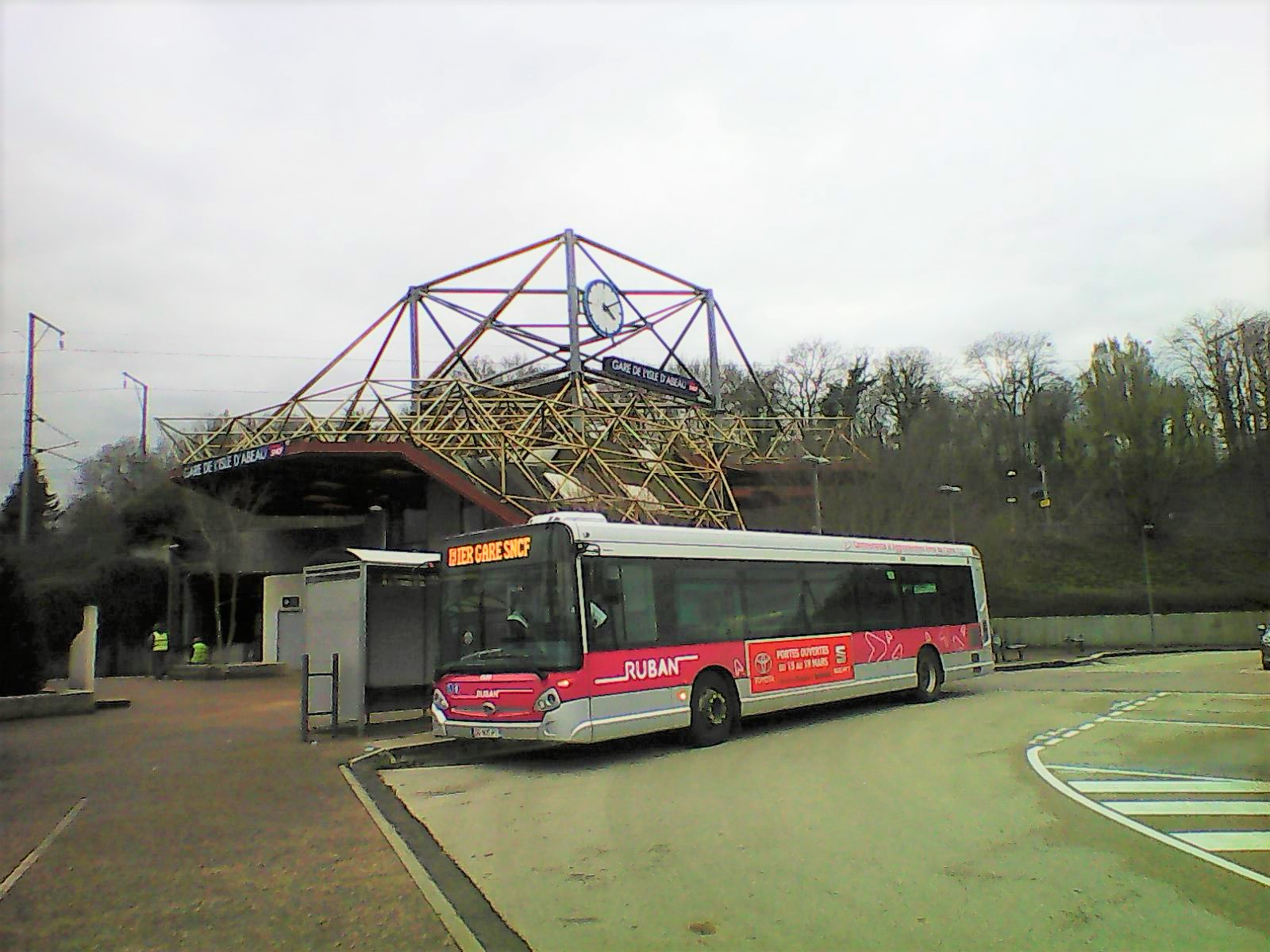
Bus du réseau ruban à l'arrêt de la gare SNCF de L'Isle-d'Abeau

La ville de L'Isle-d'Abeau est reliée aux autres communes de sa communauté d'agglomération par un service de transports en commun dénommé Réseau urbain Bourgoin-Jallieu - Agglomération nouvelle et plus connu sous l'acronyme « RUBAN ».
Ce réseau est né en 2003 de la fusion de l'ancien réseau du SAN de L'Isle-d'Abeau et de l'ancien réseau TUB (Transports urbains berjalliens) de Bourgoin-Jallieu. Il se présente sous la forme d'un réseau avec de multiples fonctions dont un service, dit « Flexibus », de transport à la demande, un service, dit « Mobi'bus », consacré au transport à la demande de personnes à mobilité réduite, un réseau de transport scolaire, des lignes périurbaines et des lignes urbaines.
Au niveau de ces dernières, le territoire communal est desservi par les lignes suivantes :
| Ligne   | Parcours |
| ------- | --- |
| A       | L'Isle-d'Abeau — Gare SNCF ↔ Saint-Quentin-Fallavier — Gare SNCF via Villefontaine                                |
| D       | Boussieu ↔ Triforium via la gare de L'Isle-d'Abeau et la gare de Bourgoin-Jallieu                                 |
| E       | Grande Buissière ↔ Bourgoin-Jallieu — Gare SNCF via la gare de L'Isle-d'Abeau                                     |
| M       | Bourgoin-Jallieu — L'Isle-d'Abeau (Triforium) via Médipôle                                                        |
| Dim'bus | Bourgoin-Jallieu — Gare SNCF ↔ L'Isle-d'Abeau — Gare SNCF ↔ Saint-Quentin-Fallavier — Gare SNCF via Villefontaine |

#### Les lignes d'autocars
Située en zone E, la ville de L'Isle-d'Abeau est desservie par le réseau interurbain de l'Isère dénommé « Transisère » qui gère notamment deux lignes Express X05 et X07.

#### Le transport ferroviaire

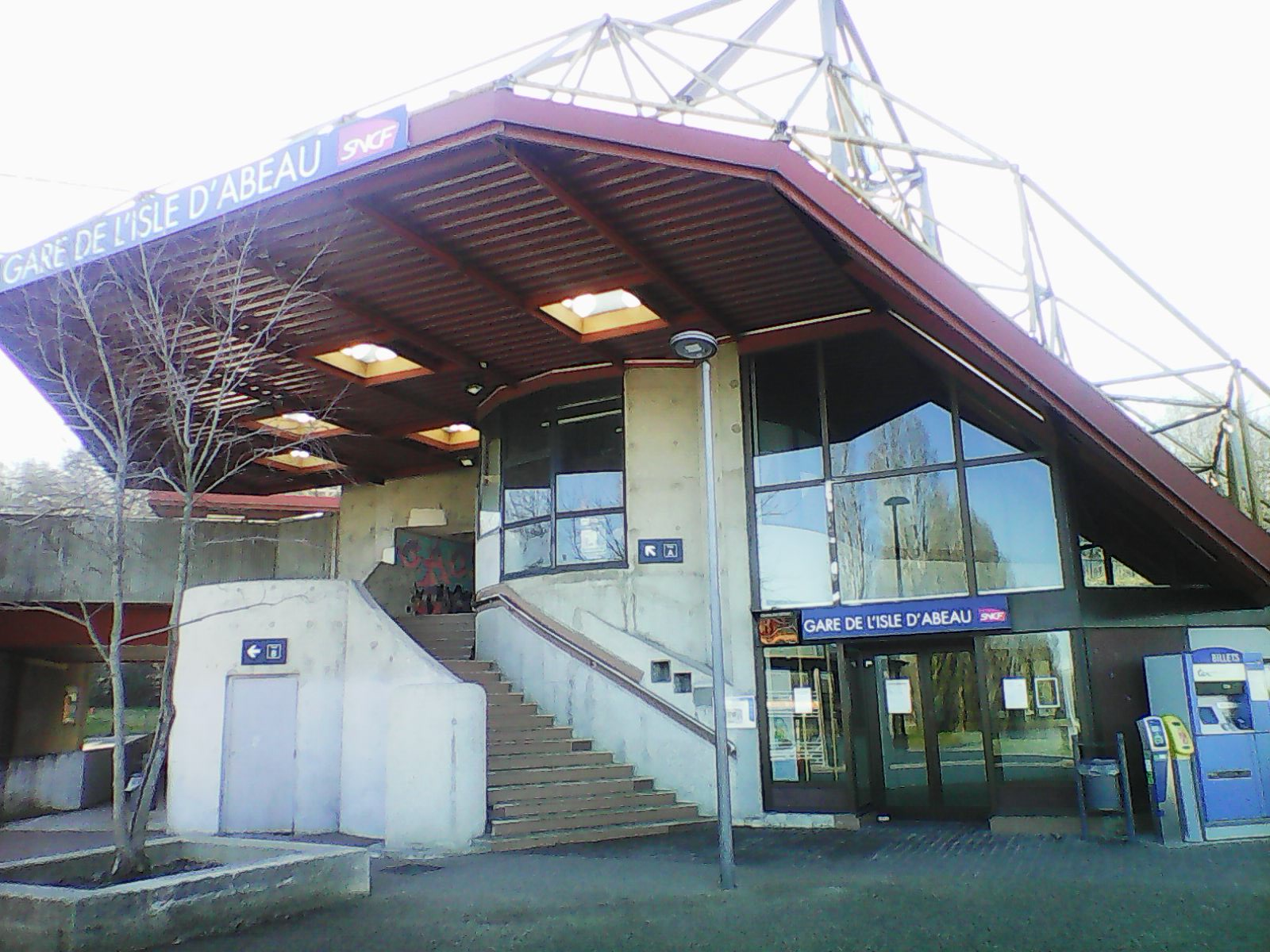
Gare SNCF de L'Isle-d'Abeau

La gare ferroviaire de la ville de L'Isle-d'Abeau, mise en service le 29 septembre 1985 par la SNCF, se situe géographiquement au sud du territoire communal, entre les gares ouvertes de La Verpillière et de Bourgoin-Jallieu, à proximité de l'ancienne route nationale 6 et du parc d'affaire des trois vallons.
Cette gare est desservie par le TER Lyon Perrache/Saint-André-le-Gaz/Grenoble sur une ligne créée entre 1858 et 1862.
En octobre 2015, cette gare accueillait en semaine 27 trains quotidiens en direction de Lyon.

#### Le transport aérien
L'aéroport de Lyon-Saint-Exupéry et sa gare TGV sont distants de 23 km (par la route) du centre de la commune.

## Urbanisme

### Typologie
Au 1er janvier 2024, L'Isle-d'Abeau est catégorisée centre urbain intermédiaire, selon la nouvelle grille communale de densité à sept niveaux définie par l'Insee en 2022.
Elle appartient à l'unité urbaine de Bourgoin-Jallieu, une agglomération intra-départementale regroupant neuf  communes, dont elle est ville-centre,,. Par ailleurs la commune fait partie de l'aire d'attraction de Lyon, dont elle est une commune de la couronne,. Cette aire, qui regroupe 397 communes, est catégorisée dans les aires de 700 000 habitants ou plus (hors Paris),.

### Occupation des sols
L'occupation des sols de la commune, telle qu'elle ressort de la base de données européenne d’occupation biophysique des sols Corine Land Cover (CLC), est marquée par l'importance des territoires agricoles (48,9 % en 2018), en diminution par rapport à 1990 (66,5 %). La répartition détaillée en 2018 est la suivante :
terres arables (28,3 %), zones urbanisées (25,1 %), zones agricoles hétérogènes (20,5 %), zones industrielles ou commerciales et réseaux de communication (18,5 %), forêts (7,5 %). L'évolution de l’occupation des sols de la commune et de ses infrastructures peut être observée sur les différentes représentations cartographiques du territoire : la carte de Cassini (XVIIIe siècle), la carte d'état-major (1820-1866) et les cartes ou photos aériennes de l'IGN pour la période actuelle (1950 à aujourd'hui).

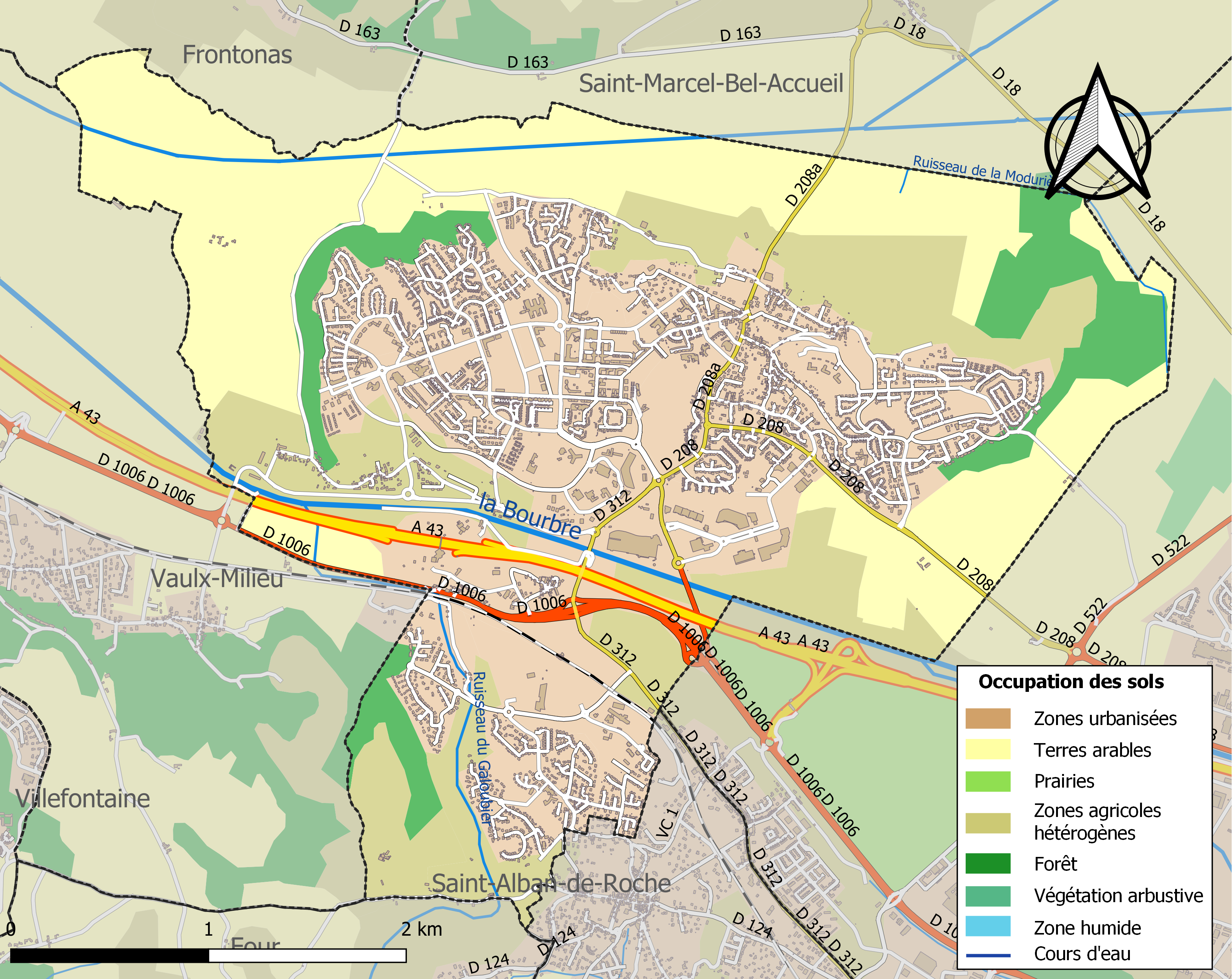
Carte des infrastructures et de l'occupation des sols de la commune en 2018 (CLC).

### Morphologie urbaine

#### POS et ZAC
Selon le site de la mairie de la commune, le plan d’occupation des sols (POS) a été créé en 1967. Le dernier POS date du 4 mars 2002, il a ensuite été modifié le 18 février 2008 puis de nouveau modifié le 12 décembre 2011.
Le document d’urbanisme applicable actuellement est le plan local d'urbanisme (PLU), approuvé par la délibération no 2017-110 du 6 novembre 2017.
Le territoire communal compte quatre zones d'aménagement concerté (ZAC) : la ZAC de Fontbonnière, la ZAC de Pierre Louve, la ZAC de Saint-Hubert et la ZAC de Trois-Vallons.

### Lieux-dits, hameaux et écarts
Voici, ci-dessous, la liste la plus complète possible des divers hameaux, quartiers et lieux-dits résidentiels urbains comme ruraux, ainsi que les écarts qui composent le territoire de la commune de L'Isle-d'Abeau, présentés selon les références toponymiques fournies par le site géoportail de l'Institut géographique national.
| - les Branches - la Culas - Moriaud - le Mollard - Fondbonnière - le Didier - le Lissieu | - Saint-Hubert (Parc d'affaires) - le Lombard - le Temple de Vaulx - la Roche - Moriaud - Pierre-Louve - Saint-Honoré | - Seigle (Saint-Germain) - les Sayes (Zone commerciale) - Presles - Les Trois Vallons (Parc paysager) - le Rival (Golf public) - les Sachets - Saint-Germain |

### Risques naturels et technologiques

#### Risques sismiques
L'ensemble du territoire de la commune de L'Isle-d'Abeau est situé en zone de sismicité no 3 (sur une échelle de 1 à 5), comme la plupart des communes de son secteur géographique.
| Type de zone | Niveau            | Définitions (bâtiment à risque normal) |
| ------------ | ----------------- | -------------------------------------- |
| Zone 3       | Sismicité modérée | accélération = 1,1 m/s2                |

## Toponymie
Le bourg historique fut, durant l'Ancien Régime, un village dominant un territoire marécageux, telle une île. Selon Jean Filleau, auteur d'un Dictionnaire toponymique des communes de l'Isère, le nom de la commune serait dérivé d'Insula Arthas qui indiquerait que le village, entouré d'eau dépendait du prieuré d'Artas.
Au début du XVIe siècle, les seigneurs de Polloud, une des plus anciennes familles de la province, occupaient la Maison Forte "d'Abeaulx", d'où l'appellation de L'Isle-d'Abeau.

## Histoire

### Antiquité

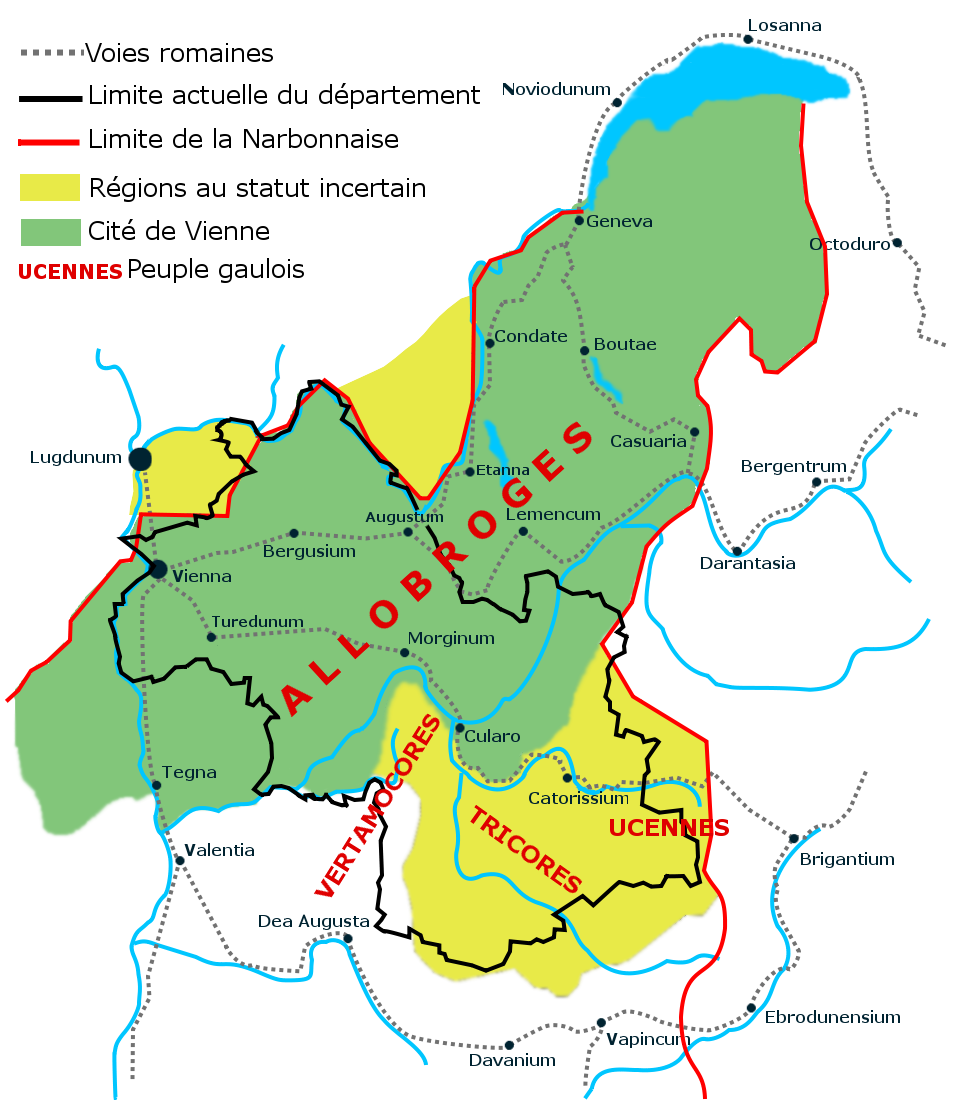
Territoire des Allobroges

Durant cette période, le territoire des Allobroges, peuple gaulois, s'étendait sur la plus grande partie des pays qui seront nommés plus tard la Sapaudia, ce « pays des sapins » qui deviendra la Savoie, et la moitié nord de l'Isère.
Au IIe siècle av. J.-C., les Romains ayant conquis en 125 av. J.-C. une partie de la Gaule, au nord de Marseille, commencèrent à remonter le long de la vallée de Rhône, pour y étendre leur conquête. Les Allobroges se sentant menacés s'allièrent aux Arvernes et à d'autres tribus gauloises pour arrêter les Romains. Mais les troupes gauloises furent battues à Vindalium durant un affrontement dénommé la Bataille du confluent.
Cette défaite sera décisive pour que la domination de Rome s'exerce dans le sud-est de la Gaule transalpine. Le territoire allobroge, notamment les régions de Vienne et Grenoble (et donc de L'Isle-d'Abeau) est annexé. Pour cette victoire, Fabius Maximus recevra le surnom d'"Allobrogicus". La conquête de cette partie de la Gaule méridionale annonce la création de la province de la Gaule Narbonnaise.
Au IVe siècle, sous la tétrarchie, la Gaule narbonnaise fut divisée en trois provinces, toutes rattachées à la préfecture du prétoire des Gaules. Le territoire de ce qui sera plus tard la commune de L'Isle-d'Abeau, mais qui est encore un secteur marécageux, est alors rattaché à la Viennoise (Provincia viennensis, en latin), une des dix-sept provinces de la Gaule romaine formée aux dépens de l'ancienne Narbonnaise.

### Moyen Âge et Renaissance
La chapelle Sainte-Anne, située dans l'ancien « hameau du Didier », est le seul vestige attestant de l'existence d'une ancienne maison forte, également dénommée sous le vocable de château. L'emplacement de cette construction est supposé exister dès 1339. Il est certain en tout cas qu'elle a été bâtie avant 1540, car celle-ci a été enregistrée par l'inventaire Marcellier, inventaire qui concerne les principaux monuments du Dauphiné et établi au XVIe siècle.

### Époque contemporaine

#### Révolution française
La commune fut créée en 1789. Selon le livre publié par l'éditeur Horvath, consacré à l'histoire des communes de l'Isère et paru en 1987, des officiers municipaux confisquèrent, au cours de l'année 1793, les registres paroissiaux (dont un fut récupéré par les paroissiens), puis les cloches de l'église. Différents objets de cultes furent ensuite répertoriés par des représentants du peuple venus de Bourgoin.

#### XXesiècle

##### La ville nouvelle, projet d'État

Logo de la ville nouvelle de L'Isle-d'Abeau à partir de 1976.

Une nouvelle politique d'aménagement du territoire est mise en œuvre par le gouvernement français dans le milieu des années 1960. L'objectif était d'éviter la concentration urbaine dans les grandes métropoles françaises et de réaliser un développement urbain multipolaire. Le nombre de ces villes nouvelles sera fixé au nombre de neuf, dont cinq dans la région parisienne, et seule une dans la région lyonnaise. C'est le territoire de L'Isle-d'Abeau et son environnement immédiat qui sera désigné pour cette région.
Le 21 juillet 1966 est créé l'Organisme régional d'étude et d'aménagement d'aire métropolitaine (OREAM) Lyon-Saint-Étienne, chargé de rédiger un Schéma d'aménagement de l'aire métropolitaine (SDAM), dans lequel vont figurer des options majeures d'aménagement pour l'agglomération lyonnaise.
Le 8 février 1968, le Comité interministériel d'aménagement du territoire (CIAT) décide de créer la ville nouvelle de L'Isle-d'Abeau, décision acceptée une semaine plus tard par le Conseil des ministres. Le 24 septembre 1968, le ministre de l'Équipement et du Logement décide de mettre une place la Mission d'étude et d'aménagement de la ville nouvelle (MEAVN). Cette mission s'installe novembre 1968 sur le territoire de la commune de L'Isle-d'Abeau. Dans la foulée, un livre blanc du Schéma directeur d'aménagement et d'urbanisme (SDAU), pose les différentes organisations possibles de la ville nouvelle sur le site.
Le 10 janvier 1972 est créé l'Établissement public d'aménagement de L'Isle-d'Abeau (EPIDA). Quelques mois plus tard, le Syndicat communautaire d'aménagement de l'agglomération nouvelle de L'Isle-d'Abeau (SCANIDA) remplace le SIAVNIA et regroupe 21 communes dont celle de L'Isle-d'Abeau. Ce nombre sera réduit en 1978 à huit communes, puis à cinq communes (Four, L'Isle-d'Abeau, Saint-Quentin-Fallavier, Vaulx-Milieu et Villefontaine) en 1983. Le 15 septembre 1984, les cinq communes restantes forment le Syndicat d'agglomération nouvelle (SAN). L'Isle-d'Abeau, qui avait cédé les deux tiers de son territoire à Villefontaine en juin 1981, les réintègre à la suite de son changement de maire.

#### LeXXIesiècle
La fin des opérations d'aménagement et de construction du syndicat d'agglomération nouvelle a lieu le 31 décembre 2005.
Le 1er janvier 2007, le SAN est remplacé par une communauté d'agglomération de 23 communes, nommée Communauté d'agglomération Porte de l'Isère (CAPI). Celle-ci reprend la gestion des opérations d'aménagement à compter du 1er janvier 2012.
La « ville nouvelle » s'organise désormais dans la nouvelle conception de l'intercommunalité, telle qu'elle va s'établir en France dans les années 2000.

## Politique et administration

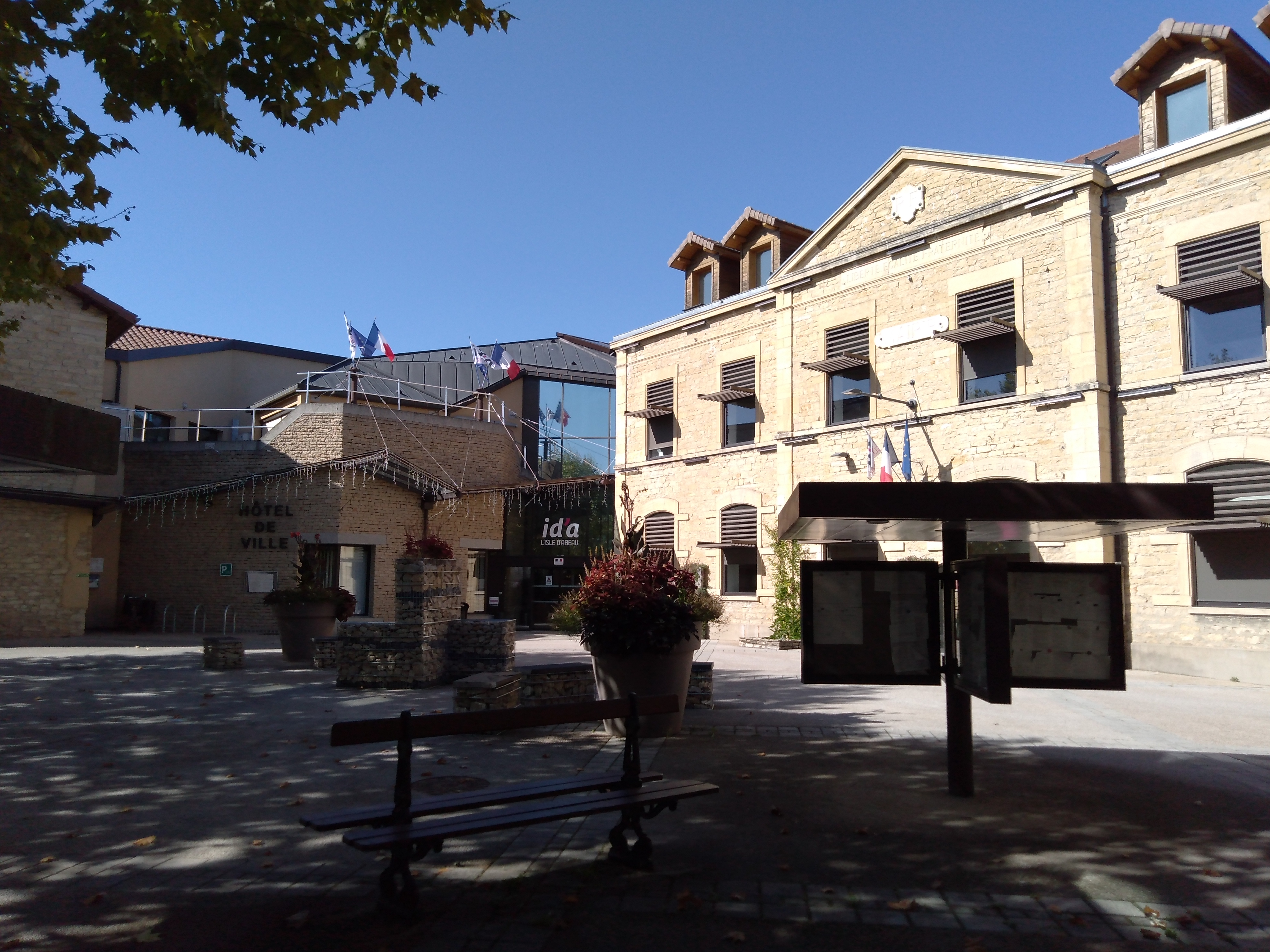
Mairie de L'Isle-d'Abeau

### Administration municipale
En juin 2020, le conseil municipal de L'Isle-d'Abeau compte trente trois membres conformément au nombre d'habitants de la commune (dix-sept femmes et seize hommes). Ce conseil comprend un maire, neuf adjoints au maire et vingt-trois conseillers municipaux, répartis en trois groupes (majorité municipale, « le renouveau de l'IDA » et « Demain avec vous »).

### Tendances politiques et résultats
| Scrutin             | Scrutin             | 1er tour | 1er tour  | 1er tour | 1er tour | 1er tour | 1er tour | 1er tour | 1er tour | 1er tour | 1er tour | 1er tour | 1er tour | 2d tour | 2d tour | 2d tour | 2d tour | 2d tour | 2d tour |
| Scrutin             | Scrutin             | 1er      | 1er       | %        | 2e       | 2e       | %        | 3e       | 3e       | %        | 4e       | 4e       | %        | 1er     | 1er     | %       | 2e      | 2e      | %       |
| ------------------- | ------------------- | -------- | --------- | -------- | -------- | -------- | -------- | -------- | -------- | -------- | -------- | -------- | -------- | ------- | ------- | ------- | ------- | ------- | ------- |
| Présidentielle 2017 | Présidentielle 2017 |          | FN        | 26,37    |          | LFI      | 24,38    |          | EM       | 23,50    |          | LR       | 10,89    |         | EM      | 61,30   |         | FN      | 38,70   |
| Présidentielle 2022 | Présidentielle 2022 |          | LFI       | 27,77    |          | RN       | 26,73    |          | LREM     | 22,95    |          | REC      | 6,11     |         | LREM    | 54,59   |         | RN      | 45,41   |
| Législatives 2022   | 10e                 |          | LFI-Nupes | 28,73    |          | Ren-Ens  | 26,55    |          | RN       | 23,30    |          | LR       | 6,66     |         | Ren     | 55,41   |         | RN      | 44,59   |
| Législatives 2024   | 10e                 |          | RN        | 37,63    |          | LFI-NFP  | 32,99    |          | Ren-Ens  | 21,29    |          | LR       | 6,70     |         | LFI     | 52,99   |         | RN      | 47,01   |

#### Élections municipales
En 2007, les désaccords au sein du conseil municipal amènent à la démission du maire Alain Rossot. Les élections municipales qui suivent voient s'opposer quatre listes lors du premier tour, le 10 juin 2007. La liste conduite par André Colomb-Bouvard (PS) est élue le 17 juin face à celle conduite par le maire sortant (soutenu par le PRG) et une liste divers droite.
En 2020, la liste menée par Cyril Marion (DVC) est élue au second tour avec 55,72% des voix. Ce scrutin a connu une forte abstention.

### Liste des maires
| Période                                  | Période        | Identité                   | Étiquette   | Qualité |
| ---------------------------------------- | -------------- | -------------------------- | ----------- | --- |
| 1798                                     | 1812           | Jean-Baptiste Vassel       |             | |
| 1812                                     | 1813           | Louis Morel                |             | |
| 1813                                     | 1830           | Antoine Charrel            |             | |
| 1830                                     | 1834           | Joseph Bisson              |             | |
| 1835                                     | 1836           | Benoït Niverd              |             | |
| 1837                                     | 1839           | Joseph Morel               |             | |
| 11839                                    | 1840           | Jean-Baptiste Champier     |             | |
| 1840                                     | 1843           | François Bournicard        |             | |
| 1843                                     | 1845           | Joseph Chemin              |             | |
| 1845                                     | 1846           | Joseph Morel               |             | |
| 1847                                     | 1860           | Thomas Crozet              |             | |
| 1860                                     | 1870           | Charles Mathon             |             | |
| 1870                                     | 1871           | Camille Vincendon          |             | |
| 1871                                     | 1874           | Célestin Mayod             |             | |
| 1874                                     | 1879           | Camille Vincendon          |             | |
| 1879                                     | 1881           | Claude Drevet              |             | |
| 1881                                     | 1888           | Célestin Mayod             |             | |
| 1889                                     | 1892           | Jean Bournicard            |             | |
| 1893                                     | 1896           | Louis Morel                |             | |
| 1896                                     | 1906           | Joseph Chemin              |             | |
| 1908                                     | 1928           | Marius Guerrier            |             | |
| 1929                                     | 1939           | François Durual            |             | |
| 1939                                     | 1941           | Louis Martinet             |             | Maire par intérim |
| 1941                                     | 1947           | Jules Guerrier             |             | |
| 1947                                     | mars 1959      | Jean-Baptiste Vassel       |             | |
| mars 1959                                | mars 1971      | Robert Blanc-Marrel        |             | |
| Les données manquantes sont à compléter. |                |                            |             | |
| mars 1977                                | mars 1983      | Joseph Ginon               | PS          | |
| mars 1983                                | juin 1995      | Alain Rossot               | PS puis DVD | Médecin Conseiller général de L'Isle-d'Abeau (1988 → 1994) |
| juin 1995                                | janvier 1997   | Joël Grisollet             | DVG         | Mandat écourté après l'annulation du scrutin de 1995 |
| janvier 1997                             | juin 2007      | Alain Rossot               | DVD         | Médecin Élu à la suite d'une élection municipale partielle, |
| juin 2007                                | mars 2014      | André Colomb-Bouvard       | PS          | Principal de collège retraité Conseiller général de L'Isle-d'Abeau (1994 → 2015) Vice-président du conseil général (2001 → 2015) Élu à la suite d'une élection municipale partielle                            |
| mars 2014                                | 12 juin 2015   | Joël Grisollet (1951-2015) | DVG         | Retraité de la Chambre régionale de métiers et de l'artisanat Premier adjoint au maire (2007 → 2014) 3e vice-président de la CA Porte de l'Isère (2014 → 2015) Président du SCoT Nord-Isère Décédé en fonction |
| 23 juin 2015                             | 3 juillet 2020 | Alain Jurado (1950- )      | DVG         | Fonctionnaire territorial retraité, ancien 4e adjoint |
| 3 juillet 2020                           | En cours       | Cyril Marion               | DVC         | Contrôleur de gestion 3e vice-président de la CA Porte de l'Isère (2020 → ) |

### Jumelages
La ville de L'Isle-d'Abeau est jumelée avec :
- San Vicente del Raspeig (Espagne) depuis 1991[49].

## Population et société

### Démographie
L'évolution du nombre d'habitants est connue à travers les recensements de la population effectués dans la commune depuis 1793. Pour les communes de plus de 10 000 habitants les recensements ont lieu chaque année à la suite d'une enquête par sondage auprès d'un échantillon d'adresses représentant 8 % de leurs logements, contrairement aux autres communes qui ont un recensement réel tous les cinq ans,.

En 2022, la commune comptait 17 096 habitants, en évolution de +6,36 % par rapport à 2016 (Isère : +3,07 %, France hors Mayotte : +2,11 %).
| 1793 | 1800 | 1806 | 1821 | 1831 | 1836 | 1841  | 1846  | 1851  |
| ---- | ---- | ---- | ---- | ---- | ---- | ----- | ----- | ----- |
| 627  | 673  | 625  | 747  | 890  | 994  | 1 018 | 1 110 | 1 025 |

| 1856  | 1861  | 1866 | 1872 | 1876 | 1881 | 1886 | 1891 | 1896 |
| ----- | ----- | ---- | ---- | ---- | ---- | ---- | ---- | ---- |
| 1 014 | 1 020 | 988  | 962  | 950  | 938  | 965  | 961  | 827  |

| 1901 | 1906 | 1911 | 1921 | 1926 | 1931 | 1936 | 1946 | 1954 |
| ---- | ---- | ---- | ---- | ---- | ---- | ---- | ---- | ---- |
| 756  | 701  | 697  | 622  | 722  | 694  | 664  | 586  | 662  |

| 1962 | 1968 | 1975 | 1982  | 1990  | 1999   | 2006   | 2011   | 2016   |
| ---- | ---- | ---- | ----- | ----- | ------ | ------ | ------ | ------ |
| 684  | 725  | 897  | 1 290 | 5 554 | 12 034 | 15 397 | 15 734 | 16 074 |

| 2021   | 2022   | - | - | - | - | - | - | - |
| ------ | ------ | - | - | - | - | - | - | - |
| 17 206 | 17 096 | - | - | - | - | - | - | - |

La population est très jeune, puisque L'Isle-d'Abeau se place en troisième position des villes de plus de 1 000 habitants les plus jeunes de France, avec 40,3 % de la population de moins de 20 ans.
Les cinq communes qui constituaient la ville nouvelle ont vu leur population décupler depuis sa création, pour dépasser 40 000 habitants sur une superficie totale de 6 441 hectares.
(40 818 en 2003, soit 634 hab./km2 de densité moyenne).
| Année | Population     | Population                                     |
| Année | L'Isle-d'Abeau | Total des cinq communes de l'ex-Ville nouvelle |
| ----- | -------------- | ---------------------------------------------- |
| 1968  | 725            | 4 180                                          |
| 1975  | 897            | 7 888                                          |
| 1982  | 1 290          | 17 428                                         |
| 1990  | 5 554          | 29 588                                         |
| 1999  | 12 034         | 38 769                                         |
| 2003  | 13 430         | 40 818                                         |

### Enseignement

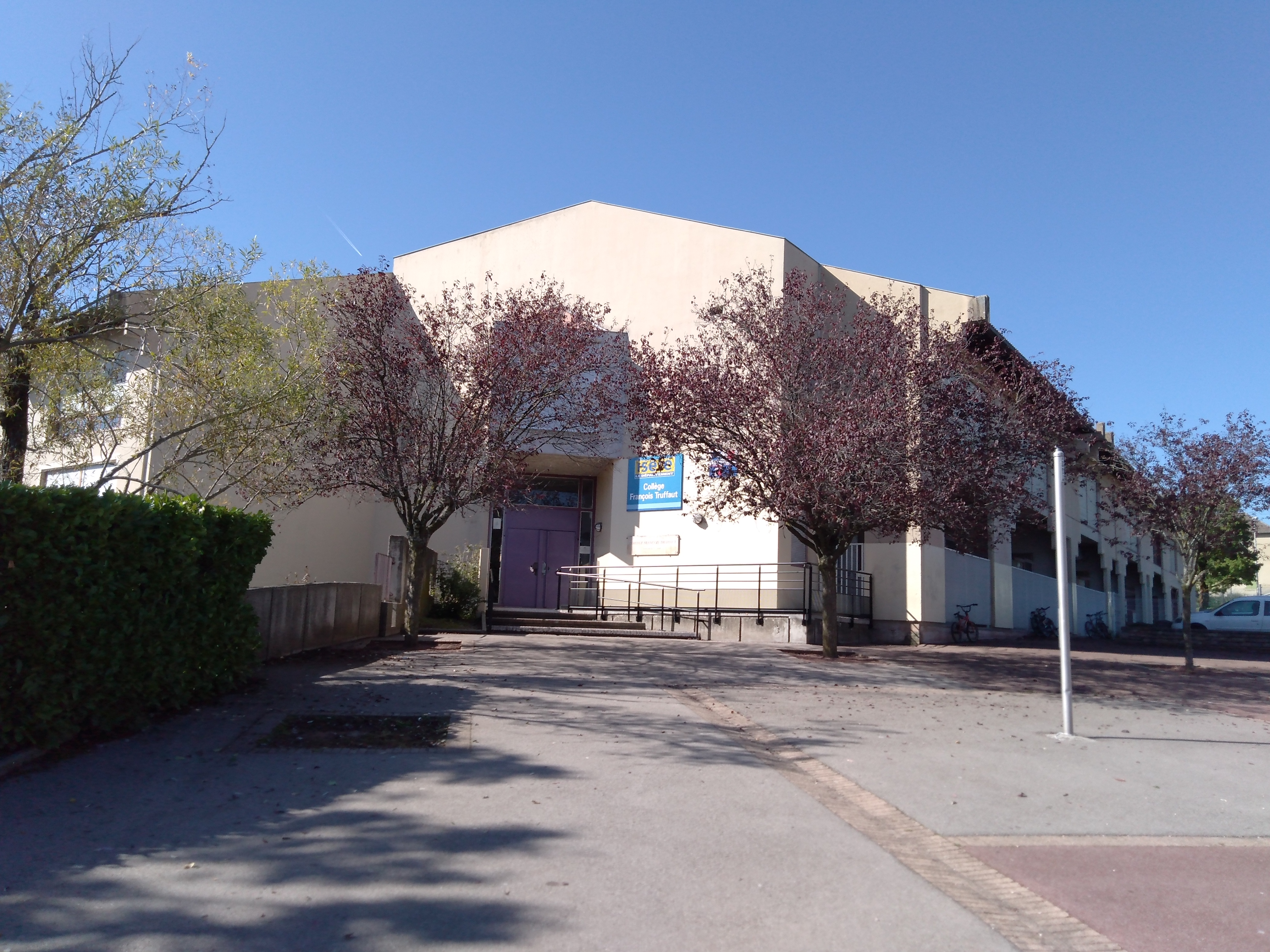
Collège François Truffaut de L'Isle_d'Abeau

Cette petite ville qui a rapidement vu augmenter sa population avec la création de la ville nouvelle est située dans l'académie de Grenoble. De nombreux établissement sont donc de construction récente (fin du XXe siècle).
Elle accueille huit écoles primaires (dont une privée), les trois collèges Robert-Doisneau, François-Truffaut et Stephen Hawking, et le lycée Philibert-Delorme. Le troisième collège a ouvert à la rentrée 2012 dans le secteur de la gare nommé Champoulant, il sera à la suite de la mort du physicien éponyme renommé par vote en son honneur. Il accueille des élèves des communes de L'Isle-d'Abeau (Trois Vallons), Bourgoin-Jallieu (La Grive), Chèzeneuve, Crachier, Domarin, Maubec, Meyrié et Saint-Alban-de-Roche.

### Équipements culturels
La ville de L’Isle d’Abeau bénéficie de plusieurs équipements culturels municipaux et intercommunaux.
Le Millé : Salle de spectacle communale proposant des concerts, le Blues Café Live, des ateliers et mercredis récréatifs. La salle de spectacle propose aussi des activités, du théâtre, du cinéma et concerts en plein air dans les Jardins du Millé.
La Salle de l’Isle : une salle de spectacles et d’événements gérée par la CAPI et située sur la commune de L’Isle-d’Abeau.
La Ludothèque communale : elle accueille les publics de tout âges, avec plus de 2500 références de jeux, pour jouer sur place ou chez soit en les empruntant.
La médiathèque Agnès Varda : rattachée au réseau de la CAPI.

### Équipement sanitaire et social
L'hôpital le plus proche est le centre hospitalier Pierre Oudot. Cet établissement est situé sur le territoire de la commune de Bourgoin-Jallieu, non loin du bourg de L'Isle-d'Abeau et de la zone d'activité des Sayes.
La commune de L'Isle-d'Abeau héberge un établissement social public géré par les services départementaux la protection de l'enfance, dénommé EPD Le Charmeyran et un établissement médico-social privé spécialisé dans l'hébergement des personnes diagnostiquées autistes dénommé L'Envolée. Cet établissement est un foyer d’accueil médicalisé (FAM) pour adultes handicapés située dans la zone du Creuzat, accueillant en internant des personnes touchée par le syndrome autisme pour un effectif de 33 places.
Le centre social dénommé « Maison des habitants Michel Colucci » est un établissement agréé par la CAF de l’Isère, implanté dans le centre de la commune accueillant environ 3 500 usagers chaque année.

### Médias

#### Presse écrite
Historiquement, le quotidien à grand tirage Le Dauphiné libéré consacre, chaque jour, y compris le dimanche, dans son édition du Nord-Isère, un ou plusieurs articles à l'actualité de la ville, ainsi que des informations sur les éventuelles manifestations locales, les travaux routiers, et autres événements divers à caractère local.

#### Presse audiovisuelle
La commune est située sur l'aire de diffusion de radio Ici Isère, une radio publique qui émet sur tout le territoire du département de l'Isère.

### Lieux de Cultes

#### Religion catholique
L'église paroissiale de rite catholique, propriété de la commune, est rattachée au diocèse de Grenoble-Vienne et à la paroisse Saint-Paul-des-Quatre-Vents, dont le siège est à Villefontaine.

#### Religion protestante
Une église évangélique protestante, l'Église aux portes de l'Isère, est implantée, rue Cardo, près de la Poste de L'Isle-d'Abeau.

#### Religion musulmane
Une mosquée est implantée depuis 2010 dans le secteur commercial des Sayes.

### Équipements sportifs et associations sportives

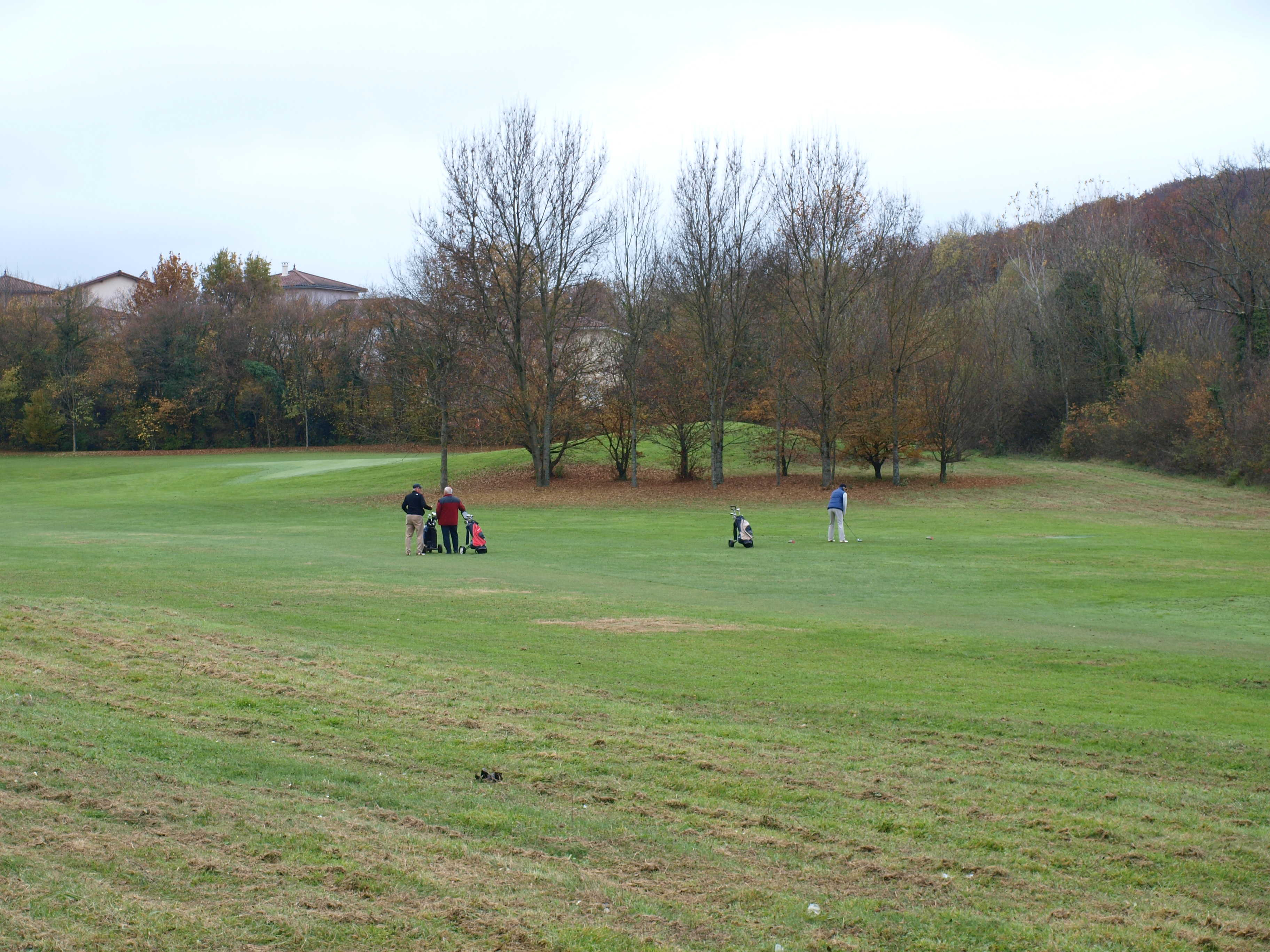
Le golf des Trois Vallons.

En ce qui concerne la pratique du football, le FC Isle-d'Abeau est le club local et ses différentes équipes jouent et s'entraînent sur le site du stade Collonge qu'elles partagent avec le club de rugby local. Ce dernier est géré par l'association sportive Saint-Marcel-Bel-Accueil-L'Isle-d'Abeau (ASSMIDA), club comprenant quatre équipes dont une équipe junior et une équipe senior]. En ce qui concerne les autres sports d'équipe, le BCPI (Basket club des Portes de l'Isère) est le club de basket-ball local ; les équipes jouent au Gymnase David Douillet. L'équipe Fanion joue en National 3.
Le golf public des Trois Vallons est situé sur le territoire communal et présente en son sein deux parcours homologués « compétition » selon le site de la communauté de communes qui gère le site.
La piscine de la CAPI, située dans le quartier de Fondbonnière, gère de nombreuses activités sportives dont l'aqua-crossfit, l'aquajogging, l'aquagym, l'aquabike et l'école de natation

## Économie
L'ancien siège régional de l'AGEFIPH pour la région Rhône-Alpes est située dans le parc d'affaires Saint-Hubert.

### Le secteur commercial et artisanal

#### La zone commerciale des «Sayes»

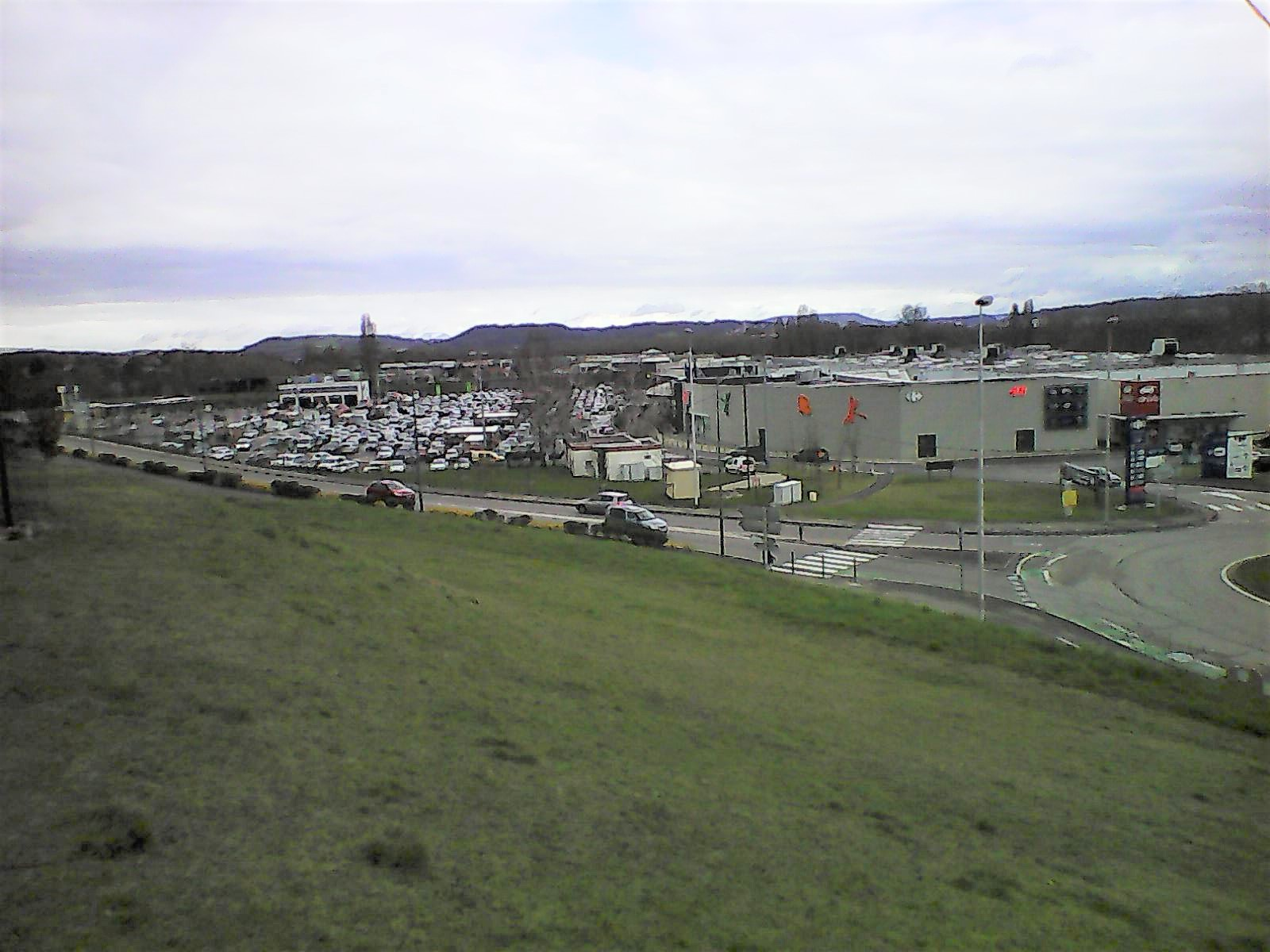
Centre commercial les Sayes à L'Isle-d'Abeau

L'Isle-d'Abeau présente, à proximité de la principale sortie autoroutière desservant son territoire, une zone d'activité commerciale portant le nom de ZA des Sayes.
Celle-ci se découpe en trois espaces géographiques dont un centre commercial classique avec un hypermarché de commerce de détail en libre-service avec trente-cinq enseignes commerciales de vêtements et d'articles divers ainsi que deux commerce de restauration et deux autres zones commerciales ouvertes avec de nombreuses enseignes spécialisées dans le loisir, le multimédia, l'électroménager, la jardinerie, les vêtements, le mobilier et objets de décoration et le bricolage.

### Le secteur industriel

#### Le Parc technologique intercommunal
Le territoire de L'Isle-d'Abeau partage avec les communes de Vaulx-Milieu et de Villefontaine un « Parc Technologique », accueillant de nombreuses entreprises, des sites de production industrielle et technologique représentant près de 1 750 emplois. Ce parc est situé, dans sa majeure partie, le long de l'ancienne route nationale, dite « route de Lyon ».

#### Le Parc d'affaires Saint-Hubert
Le parc d'affaires Saint-Hubert, situé non loin de la zone commerciale des Sayes, présente un parc d'entreprises du secteur tertiaire et de services situé en bordure du plateau.
Les principales entreprises installées sont Orange, EDF le CEREMA (ex CETE) de Lyon, le site technique de la CAPI ainsi que divers équipements hôteliers.

### Le secteur agricole
Le territoire communal héberge une chambre d'agriculture consulaire rattachée à la chambre d'agriculture de l'Isère.
La production agricole locale du secteur de L'Isle-d'Abeau s'élève à 500 à 600 hectares par an, sachant que la surface d'une exploitation agricole moyenne située dans le Nord-Isère s'évalue entre 100 et 150 hectares.

### Le secteur hôtelier et touristique
La commune de L'Isle-d'Abeau ne gère pas d'office de tourisme mais les deux communes voisines de Villefontaine et de Bourgoin-Jallieu gèrent, chacune, un service d'accueil pour les touristes.
La proximité de l'aéroport de Lyon et la présence de l'autoroute Lyon-Grenoble-Turin (A43/A48) ont favorisé l'implantation de plusieurs hôtels à proximité de l'échangeur (sortie No 7)

## Culture locale et patrimoine

### Lieux et monuments

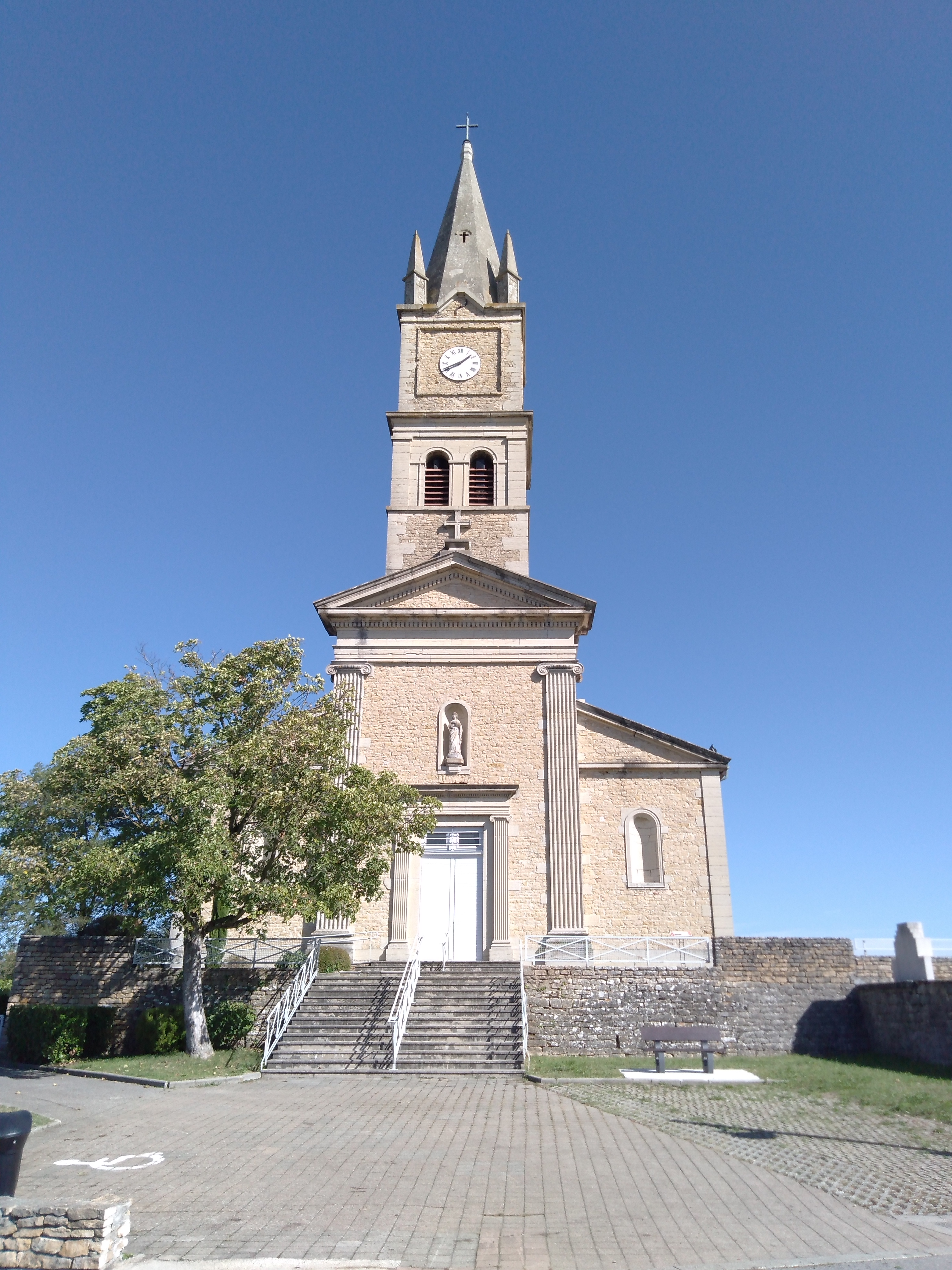
Église Saint-Pierre-et-Saint-Paul de L'Isle-d'Abeau en octobre 2019

#### L’égliseSaint-Pierre-et-Saint-Paul
Cet édifice religieux de rite catholique et de style néo classique domine le bourg et l'ensemble du territoire communal. Sa construction se situe entre les années 1861 et 1863.
L'église présente un fronton de forme triangulaire comprenant larmier et rampants soulignés de denticules. Un clocher-porche doté d’une horloge et d’une flèche octogonale avec pyramidions domine le bâtiment. L'architecte de l'édifice est Hugues Quenin, personnalité née dans le Nord-Isère et créateur de nombreux édifices publics et religieux de la région durant le XIXe siècle.

#### La chapelle Saint-Germain
La chapelle Saint-Germain date du XIe siècle et du XVe siècle, est inscrite au titre des monuments historiques par arrêté du 27 avril 1954.

#### L'ancienne commanderie templière
Le Temple de Vaulx est situé au-dessus de la RN6. Le site qui est une propriété privée, est situé au-dessus de la RN 6 daté des XIIe et XVe siècles. Il s'agissait de la plus grande commanderie du bas-Dauphiné au XIIe siècle, un lieu qui abritait les croisés partant de Saint-Jacques de Compostelle pour Jérusalem.

#### Les autres monuments
- Établissement antique du Gua ou du Gâ :

Il s'agit d'un site archéologique gallo-romain inscrit au titre des monuments historiques par arrêté du 19 septembre 1989. Des tessons datant du bronze final ont été découverts sur le site, sans pour autant être l'indicateur d'une occupation dès cette période. Le matériel est très important en ce qui concerne les trois premiers siècles. Pour cette période, les installations hydrauliques complexes favoriseraient l'hypothèse d'un établissement industriel et éventuellement la présence d'une petite agglomération.
- Ferme du grand Mollard :

Cette ferme, située au lieu-dit le Grand Mollard, est labellisée Patrimoine en Isère.
- Le monument aux morts communal se présente sous la forme d'une colonne quadrangulaire avec un chapiteau sculpté, surmonté par un Coq au sommet d'une boule. Les inscriptions sur l'édifice évoquent le nom des soldats morts pour la France durant la guerre franco-allemande de 1870-1871, les deux conflits mondiaux (1914-1948 et 1939-1945), ainsi que la guerre d'Algérie et des conflits de l'AFN (1954-1962)[79].

### Patrimoine culturel
La ville est dotée d'une salle de spectacles appelée « Salle de L'Isle », ainsi que de la médiathèque Agnès Varda.

### Espaces verts et fleurissement

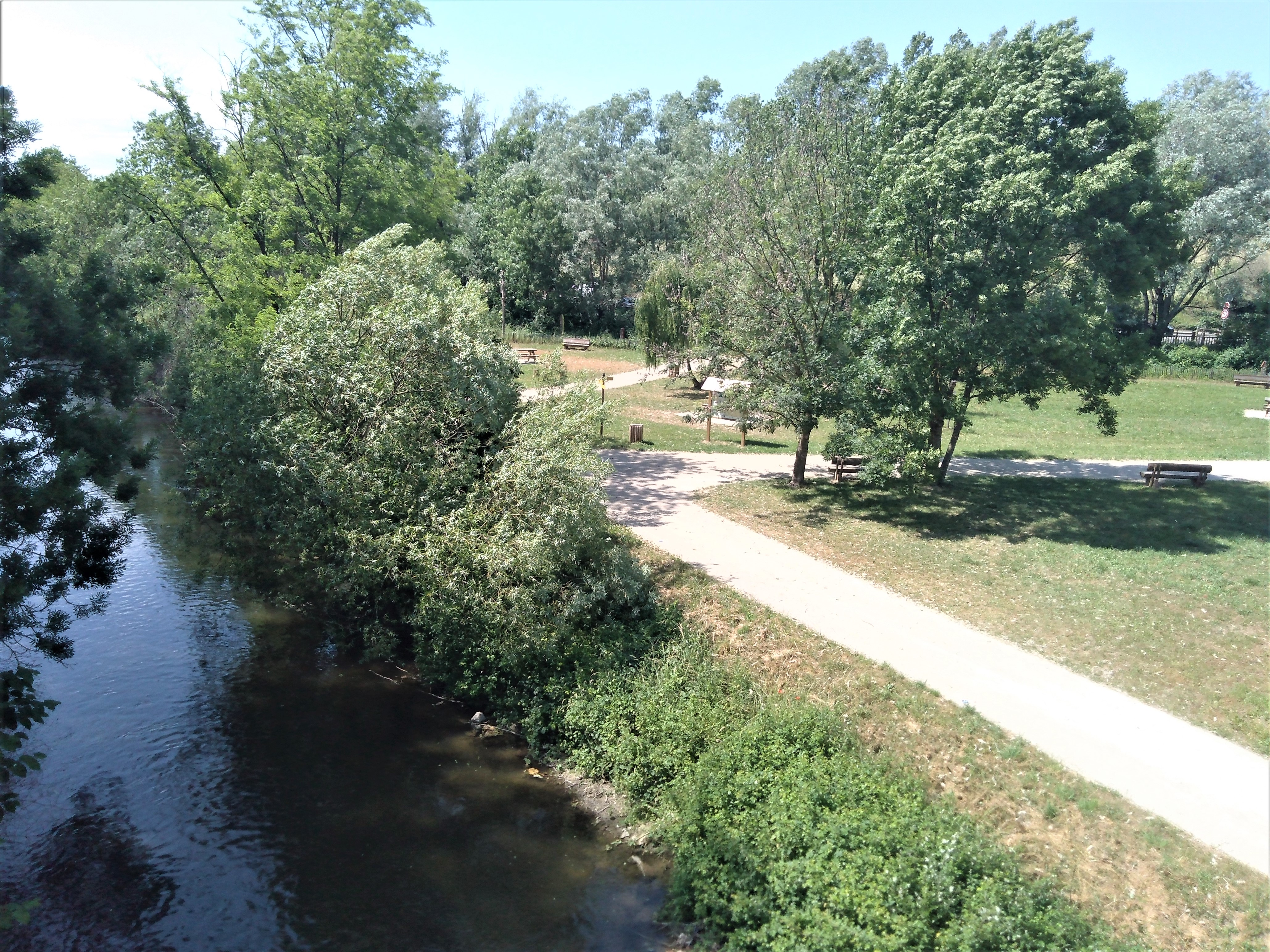
Parc public des Sayes

La commune comprend de nombreux parcs et jardins dont :
- le parc Saint-Hubert, un grand parc de 20hectares, situé au centre de la commune en cours d'aménagement (dénommé projet cœur de l'Isle et divisé en deux parties) durant le second semestre 2019 comprenant grand axe paysager et la création de chemins complémentaires, la plantation de nouveaux arbres (création d'un verger), d'une mare pédagogique et l'installation d'équipements de loisirs (street-workout, pump-track)[82]. Ces travaux sont subventionnés par la communauté de communes, la région et l'État[83].
- le parc des Sayes, situé au bord de la Bourbre, à proximité du centre commercial. Il permet un parcours pédestre (jogging et promenade), le long de la rivière canalisée.
- le parc de la chapelle Sainte Anne (Carrières - Saint-Didier) et son théâtre de verdure situé sur l’un des points dominant la partie septentrionale de la commune[84].

En mars 2017, la commune confirme le niveau « une fleur » au concours des villes et villages fleuris, ce label récompensant le fleurissement de la commune au titre de l'année 2016.

Quelques photos du Parc Saint-Hubert et du siège de la CAPI
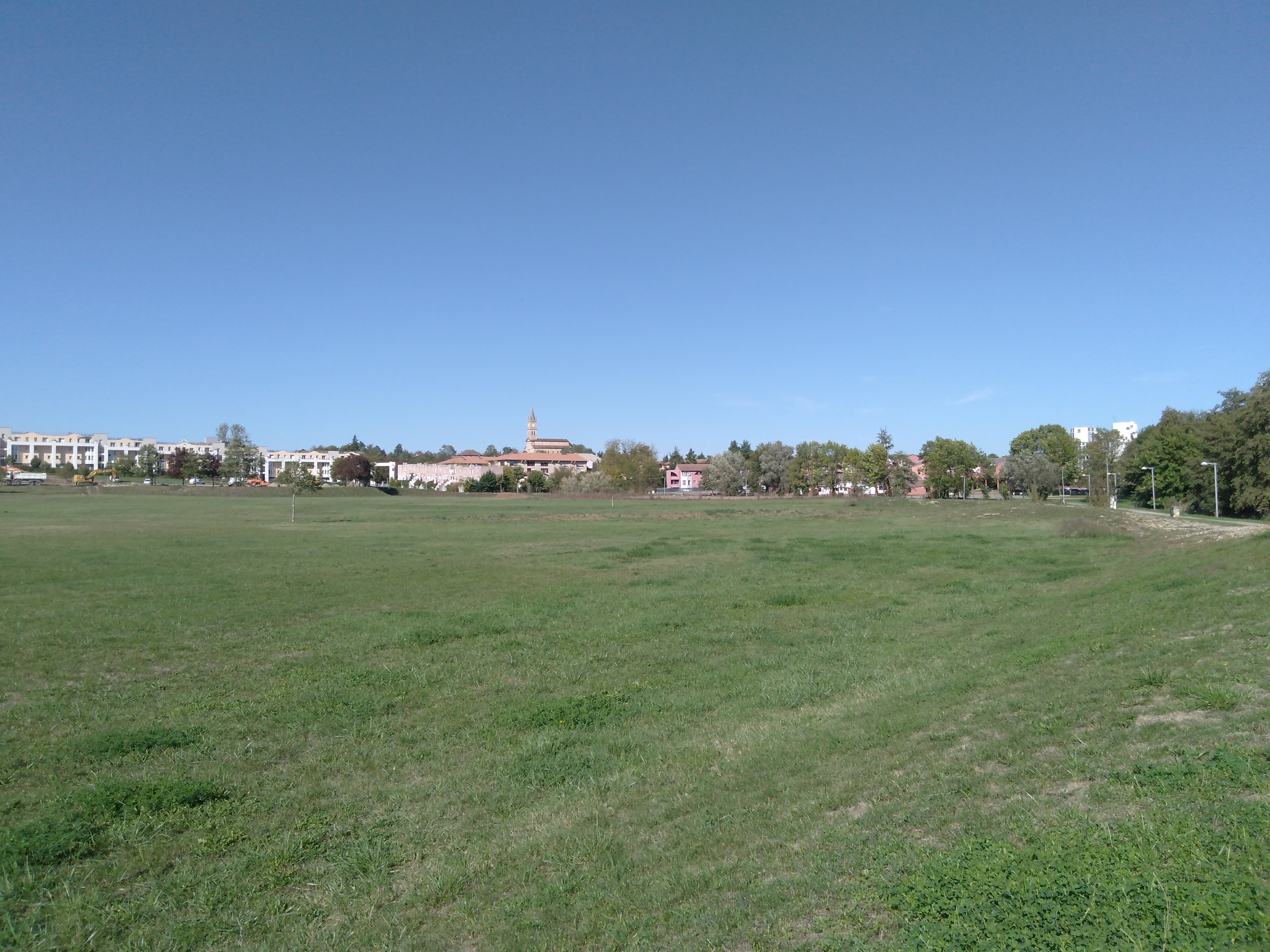
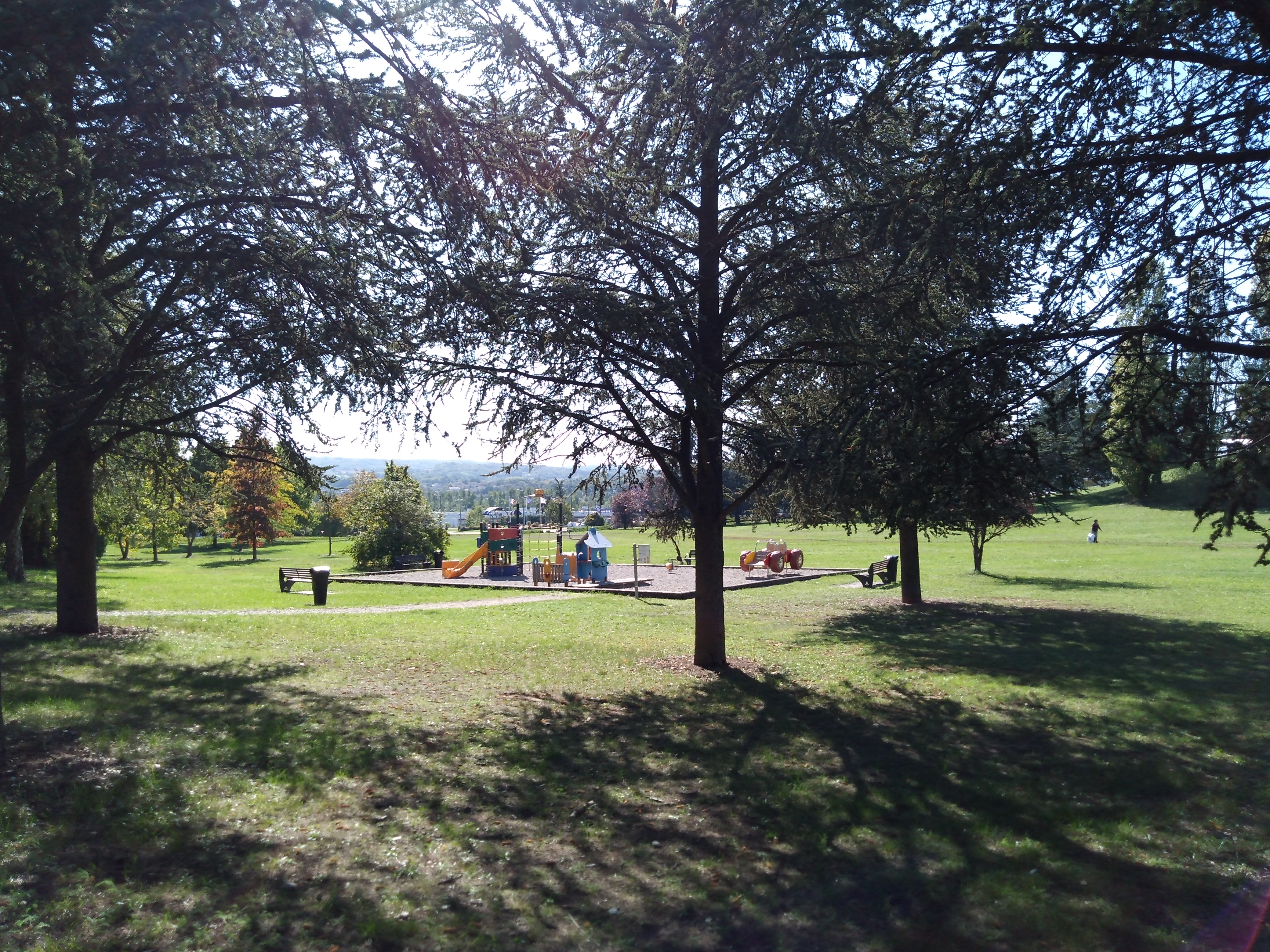
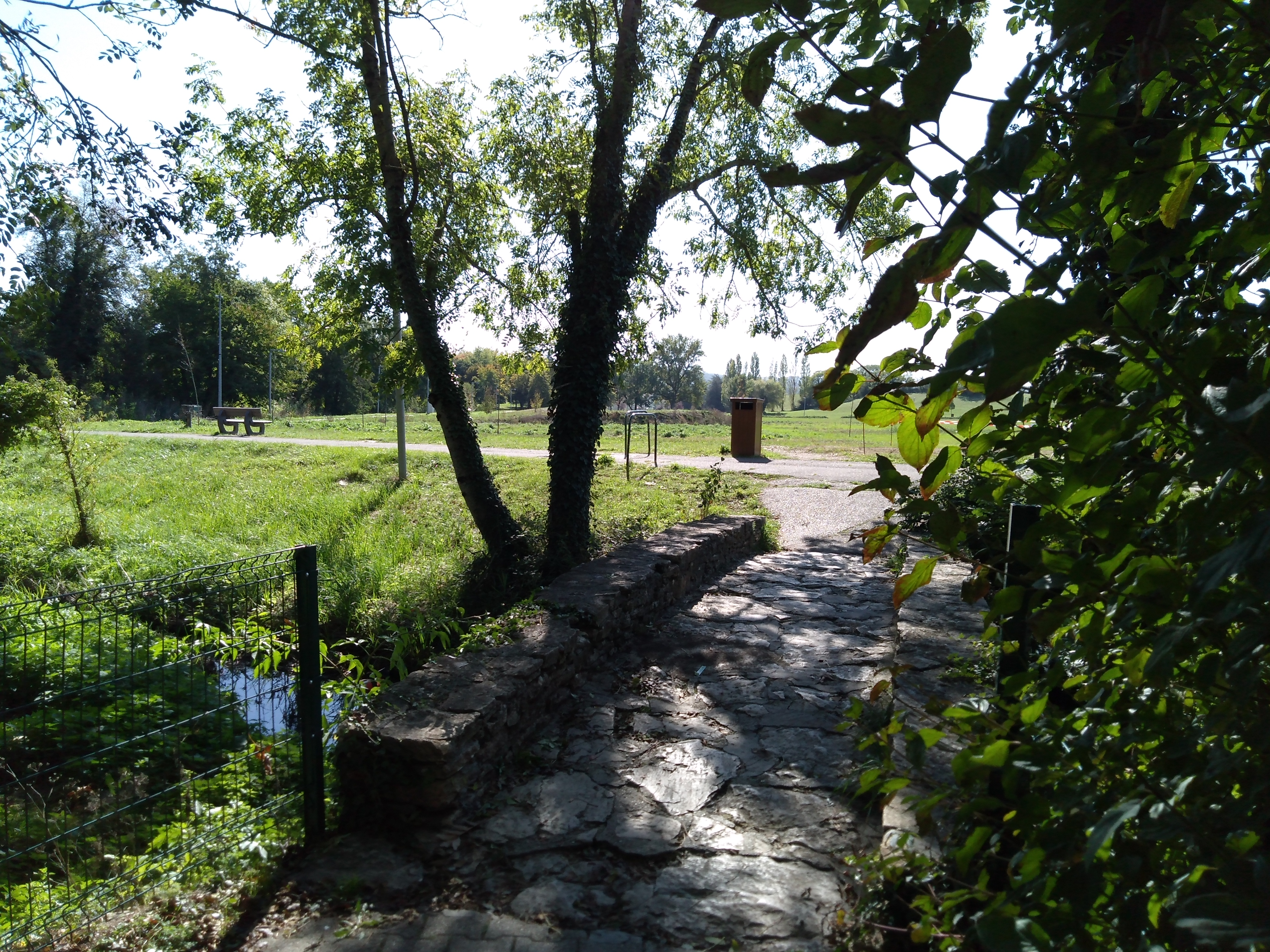
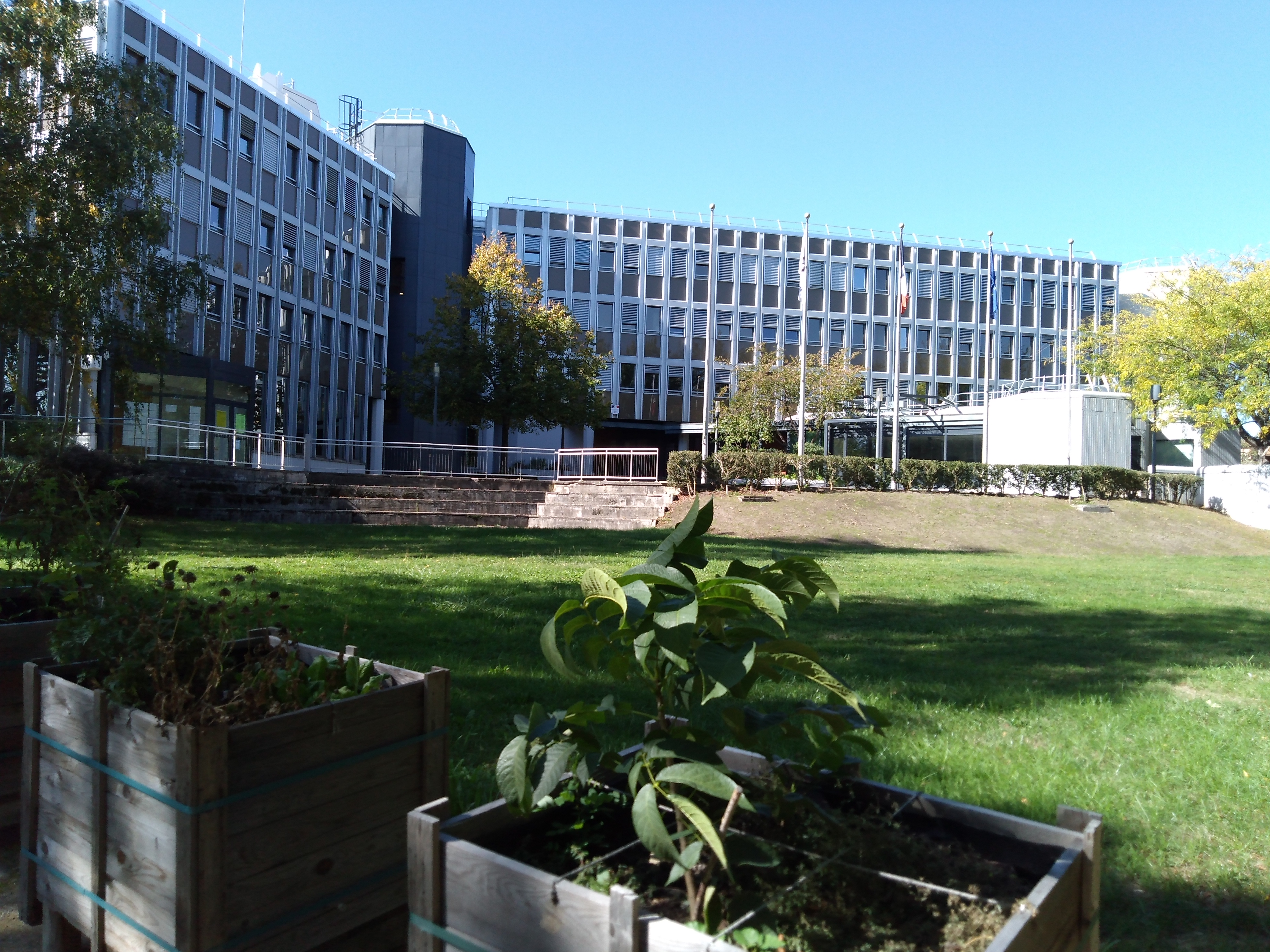
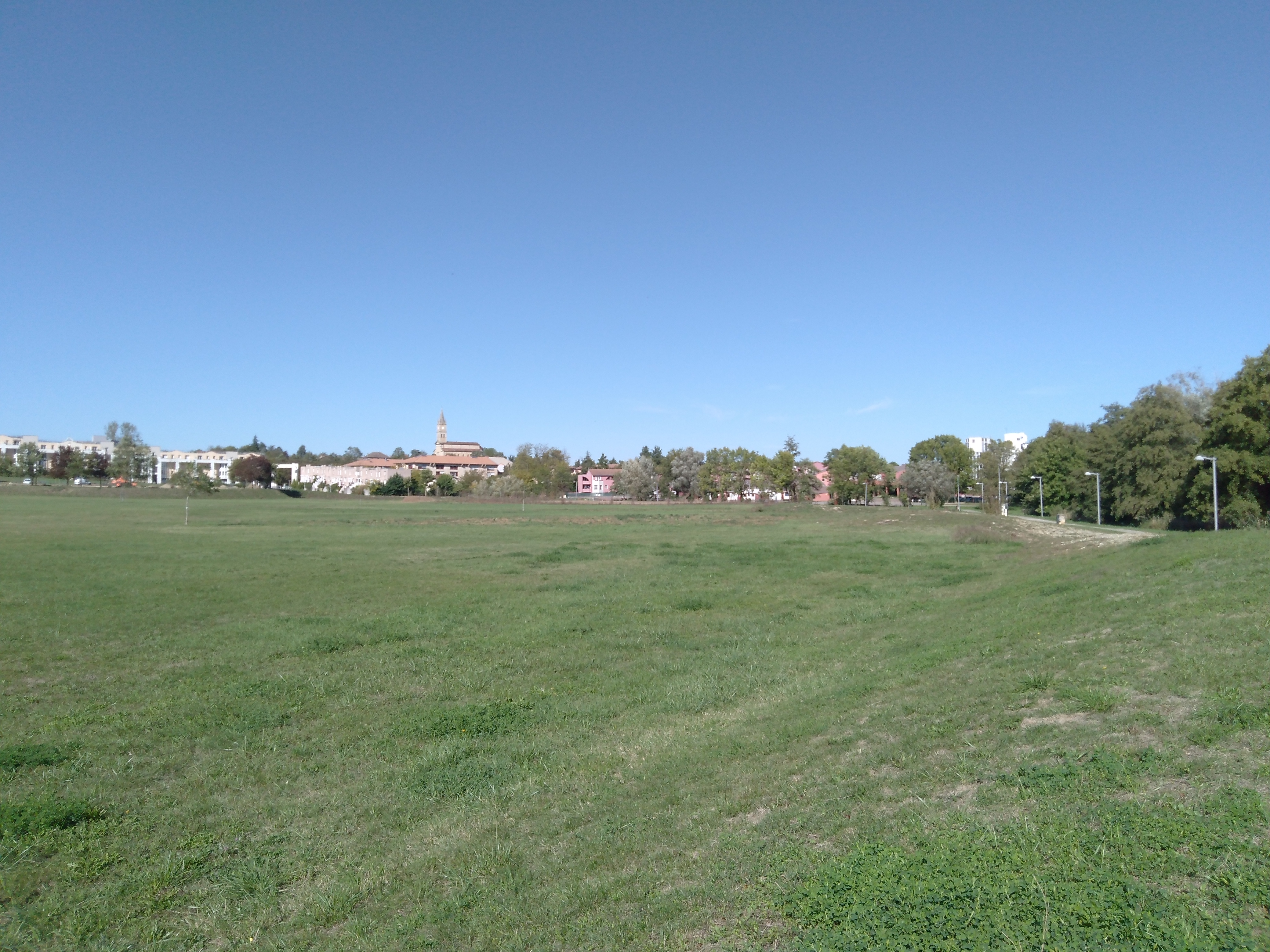

### L'Isle-d'Abeau dans les arts

#### Dans les films
- 2001 : Mademoiselle de Philippe Lioret

### Héraldique
| Blason de Isle-d'Abeau (L') | Blason  | D'or fretté de gueules, à un dauphin d'argent brochant sur le tout. |
| Blason de Isle-d'Abeau (L') | Détails | Le statut officiel du blason reste à déterminer.                    |

### Logotypes

Les différents logo utilisés pour la commune et la ville nouvelle
Logo utilisé en 1985 pour la ville nouvelle.
Logo du SAN de L'Isle-d'Abeau de 1985 à 2005.
Logo utilisé jusqu'à 2010.
Logo utilisé de 2010 à 2015.
Logo utilisé depuis 2015.

## Pour approfondir